# Gazastrook
De Gazastrook (Arabisch: Qita` Ghazza - قطاع غزة, Hebreeuws: Retzu'at 'Azza - רצועת עזה ), veelal kortweg aangeduid als Gaza, is een gebied in de Levant van het Midden-Oosten, dat samen met de Westelijke Jordaanoever deel uitmaakt van de Palestijnse gebieden. Het gebied heeft een oppervlakte van ongeveer 365 km² en is genoemd naar de belangrijkste stad Gaza. Er wonen ruim 2,2 miljoen mensen (2023), waarvan ongeveer driekwart als vluchteling geregistreerd staat en in vluchtelingensteden woont.
De Gazastrook ligt gescheiden van de Westelijke Jordaanoever en is daarmee een Palestijnse exclave. Het grenst aan Israël, Egypte en de Middellandse Zee en heeft een drietal door deze buurlanden gecontroleerde grensovergangen. Ingesloten binnen deze grenzen is het voor Gazanen sinds 2000 niet mogelijk om het gebied per vliegtuig of boot te verlaten, en zijn ze op de landgrenzen aangewezen om de Gazastrook te verlaten.
Sinds 2007 is Hamas aan de macht en vormt daar de regering. Israël en Egypte hebben de volledige controle over de toegang tot Gaza en handhaven sinds 2007 een fysieke en economische blokkade. Israël controleert al zijn landsgrenzen, de zeekust en het luchtruim. Egypte controleert zijn enige grens met Gaza, die sinds 2007 vrijwel permanent is gesloten.
Op 7 oktober 2023 brak een oorlog tussen Hamas en Israël uit na een verrassingsaanval door Hamas in Israël. Het Israëlische leger viel hierop Gaza binnen en begon een grondoorlog, waarbij tienduizenden burgers en Hamasstrijders om het leven kwamen. Satelietbeelden, geanalyseerd door het Satellietcentrum van de Verenigde Naties UNOSAT toonden (maart 2024) aan dat door het Israëlische offensief sinds 7 oktober 35% van de gebouwen in de Gazastrook was vernietigd of beschadigd. Hiervan werden 31.198 structuren geïdentificeerd als vernietigd, 16.908 als ernstig beschadigd en 40.762 als matig beschadigd.
Uit recente satellietbeelden blijkt dat 72% van de gebouwen in het noorden van Gaza beschadigd of volledig verwoest is. Slechts 28% van het noordelijke gebied blijft intact, met ruim 35.000 gebouwen zonder zichtbare schade. Een analyse van Bloomberg, op basis van satellietbeelden, toont de opkomst van nieuwe tentenkampen in het noorden, opgezet voor duizenden terugkerende vluchtelingen die geen bewoonbare woningen meer hebben.
Ondanks de grootschalige verwoesting stonden in de hele Gazastrook in januari 2025 nog bijna 140.000 gebouwen overeind, wat neerkomt op ongeveer 40% van het totale aantal gebouwen vóór de recente escalatie van het conflict.

## Geografie

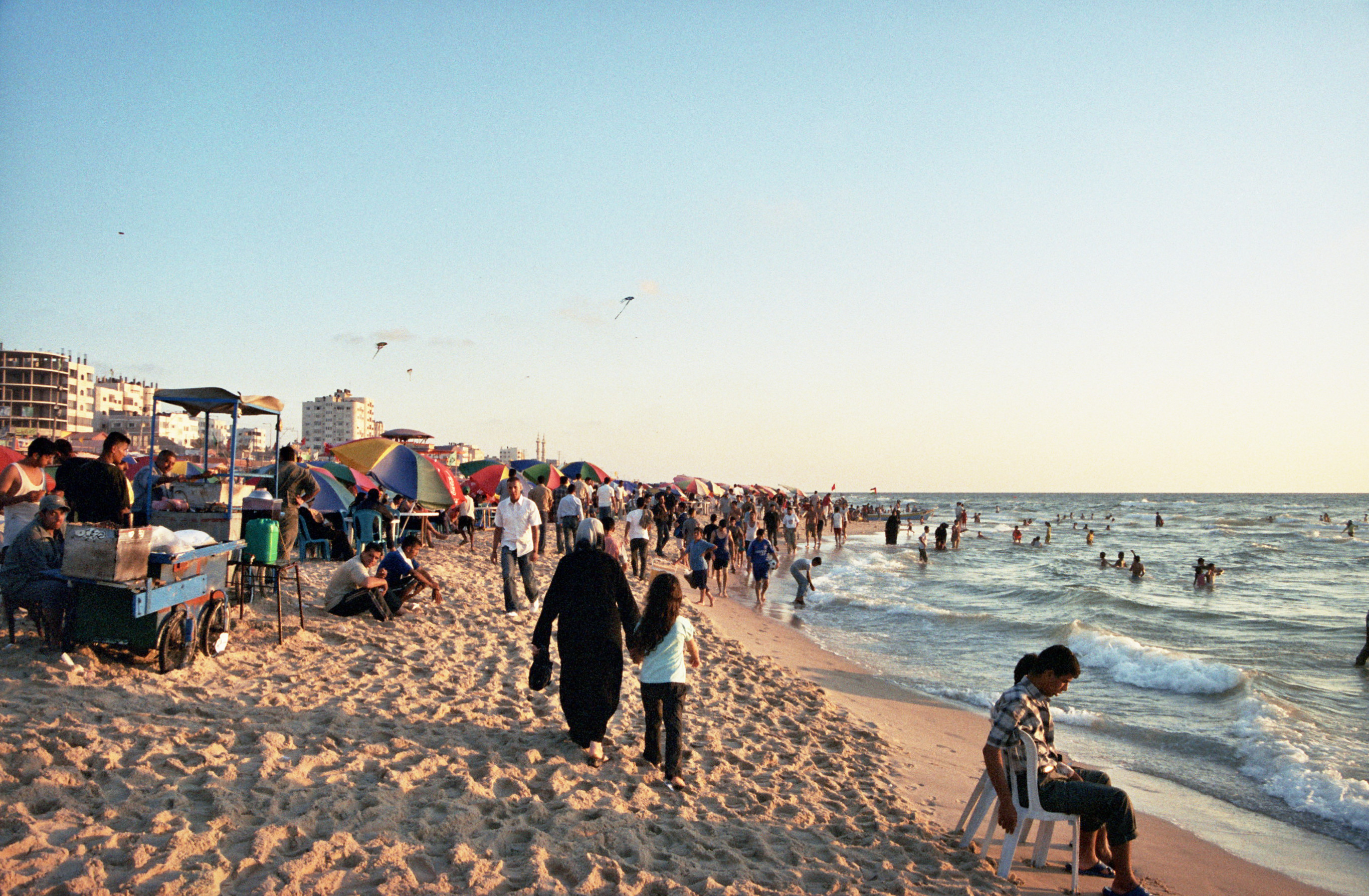
Het strand bij Gaza-Stad in 2006

De Gazastrook grenst aan Israël, Egypte en de Middellandse Zee en heeft een oppervlakte van ongeveer 365 km². De belangrijkste steden zijn Gaza-Stad, Rafah, Abasãn, Khan Younis en Dayr al-Balah.
De kustlijn van Gaza is ongeveer 40 km lang. Ook de territoriale kuststrook van Gaza wordt door Israël bezet en door de marine hermetisch van de buitenwereld afgesloten. Gazaanse vissers, die traditioneel een belangrijke bedrijfstak vormden, hebben nauwelijks toegang omdat de Israëlische vloot een direct gevaar voor hun leven vormt.

### Grenzen
De grens met Egypte is ongeveer 12 km en de grens met Israël ongeveer 59 km lang. De grens met Israël telt twee grensovergangen: Erez voor personenverkeer in het noorden van Gaza en Kerem Shalom voor goederenverkeer in het zuiden. Er is één grensovergang met Egypte bij Rafah. De grenzen met zowel Egypte als met Israël worden streng bewaakt: de grens met Egypte bestaat uit de Philadelphicorridor en kan legaal alleen via de Rafah-grensovergang overgestoken worden. De grens met Israël bestaat deels uit de Gazastrookbarrière, en kan legaal alleen via de Erez-grensovergang gepasseerd worden; de Kerem Shalom-grensovergang werd in 2023 gesloten.

### Bufferzone
Israël heeft langs de grens met Israël (aan de kant van Gaza) een bufferzone ingesteld. Deze zone is met behulp van bulldozers en periodieke bombardementen omgevormd tot een onbebouwde no-go-zone. De bufferzone variëreert van 1 tot 1,8 km breed en besloeg tussen 2015 en 2024 ongeveer 16 à 17% van heel Gaza, oftewel zo'n 60 km² die niet benut kan worden. In deze zone ligt bijna een derde van de voor landbouw geschikte grond. Tot 2023 werd bijna de helft van Gaza's grondgebied gebruikt voor landbouw.

### Corridors

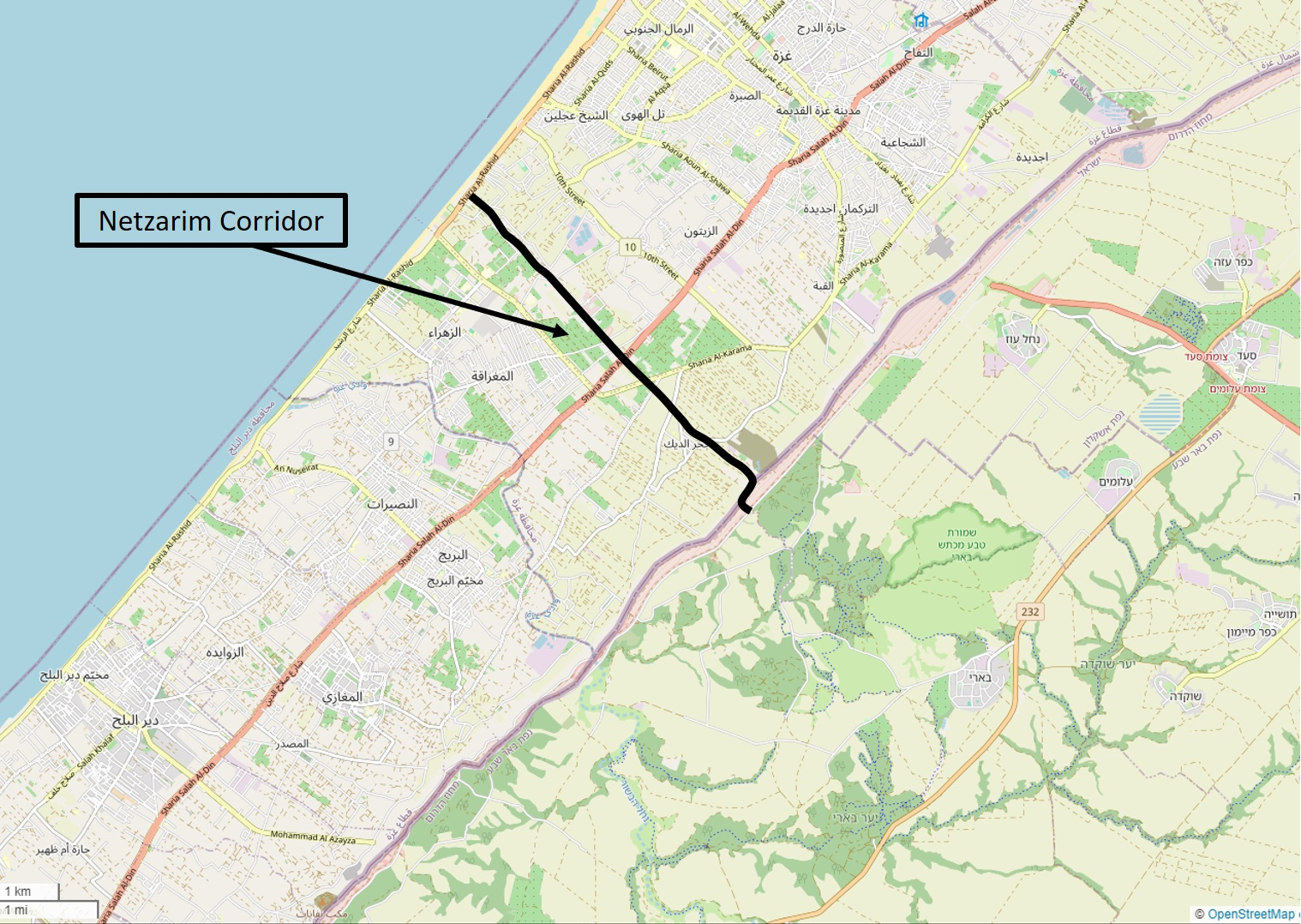
De Netzarim Corridor.

- Philadelphicorridor, die Gaza van Egypte scheidt. In de Gaza-oorlog van 2023-2024 heeft het Israëlische leger de Corridor bezet en uitgebreid tot 100 meter breed.

- Netzarim-corridor, een bezettingszone die Israël tijdens de Gaza-oorlog eind 2023 heeft gecreëerd. De corridor splitst de Gazastrook in een noordelijke en een zuidelijke zone. De corridor is genoemd naar een voormalige Israëlische nederzetting.

Israël heeft gesuggereerd een permanente bezetting van de Philadelphi Corridor door het leger te willen handhaven. Ook de bouw van de Netzarim-corridor is een indicatie voor de intentie van een permanente militaire aanwezigheid in Gaza.

## Geschiedenis
De geschiedenis van Gaza en de Gazastrook vormt onderdeel van de geschiedenis van Kanaän waartoe het gebied behoorde voordat de belangrijkste kuststeden ervan kolonies van het oude Egypte werden.

### Oudheid
Rond 1200 v.Chr. ontstond een migratiegolf van Filistijnen naar zuidwest Kanaän, dat toen Filistië werd genoemd. De Filistijnen waren een (zeevarend) volk met waarschijnlijk een Myceense of Minoïsche achtergrond, afkomstig van Kreta of Cyprus. In de Hebreeuwse Bijbel wordt Gaza reeds vermeld in Genesis 10:19. Ook in het christelijke Nieuwe Testament komt Gaza voor, in Handelingen 8:26. Arabieren kwamen er op veroveringstocht in het jaar 635 gj.

### Ottomaanse Rijk en Britse mandaatperiode
Tot 1917 was de Gazastrook, net als de gehele regio, onderdeel van het Ottomaanse Rijk. Tijdens de Eerste Wereldoorlog werd het in 1917 door de Britten bevrijd in de 3e Slag bij Gaza. Deze slagen kostten het leven aan duizenden soldaten aan beide kanten. De plaatselijke bevolking, Arabische moslims en Joodse families, werden door de Ottomanen gedwongen te vluchten, zonder eigendommen mee te nemen. Het Verenigd Koninkrijk kreeg op 12 augustus 1922 van de Volkenbond officieel het mandaat over Palestina en de daar te vestigen Joodse staat ("will secure the establishment of the Jewish national home").

### Egyptische bezetting
Volgens het Verdelingsplan van de VN in 1947 zou de Gazastrook onderdeel worden van een nieuw te vormen Palestijns-Arabische staat. De Arabische buurlanden verwierpen het plan echter, zij wilden het land niet verdeeld zien worden in een Joodse staat, een Arabische staat en een neutraal Jeruzalem. Na de beëindiging van het Britse mandaat over Palestina, op 15 mei 1948, en een op handen zijnde burgeroorlog werd op 14 mei 1948 de staat Israël uitgeroepen. Het Egyptische leger viel daarop de aan de Arabische staat toebedachte Gazastrook binnen.
Op 22 september 1948, tegen het einde van de oorlog, vestigde de Arabische Liga een Palestijnse regering (Arabisch: حكومة عموم فلسطين ḥukūmat ʿumūm falasṭīn) in Gaza in een poging om de invloed van de door de Britten gesteunde Jordaanse koning Abdoellah I op de Palestijnse kwestie te verminderen. Het opstellen van de regering was eveneens een poging tot een onafhankelijke staat in wat er nog over was van Palestina. In feite was het weinig meer dan een marionettenregering onder gezag van Egypte, met een verwaarloosbare invloed en een minimaal budget. Later verhuisde de regering naar Caïro.
Van december 1947 tot begin 1949 hadden ruim 200.000 Palestijnen hun toevlucht gezocht in de Gazastrook, nadat Israël 500 van hun dorpen in historisch Palestina etnisch had gezuiverd en met de grond gelijk gemaakt. Hierdoor verdrievoudigde de bevolking daar. Heden  heeft 80 % van de bevolking een vluchtelingenachtergrond (vluchtelingen en hun nazaten).
Onder Egyptisch bewind werd de Gazastrook vanaf 1948 een gesloten kamp, terwijl Israël niet toeliet dat Palestijnen naar hun dorpen terugkeerden. Het werd bijna onmogelijk Gaza te verlaten. Strenge beperkingen, bijvoorbeeld in werkgelegenheid en onderwijs, werden opgelegd aan de inwoners van Gaza, zowel aan de oorspronkelijke bewoners als aan de vluchtelingen. Iedere avond was er een uitgaansverbod tot het ochtendgloren de volgende dag. De slechte behandeling blijkt ook uit de levensverwachting: toen Israël in 1967 de Gazastrook bezette, was de levensverwachting er maar 48 jaar. Na twee decennia was de levensverwachting gestegen naar 72 jaar.
De huidige Gazastrook is een product van de wapenstilstandsakkoorden van 1949 tussen Egypte en Israël; de grens is onderdeel van wat bekend staat als de Groene Lijn. Egypte bezette de strook van 1949 tot 1967, met een onderbreking van vier maanden Israëlische bezetting tijdens de Suezcrisis van 1956. Egypte annexeerde de Gazastrook niet, maar behandelde het als bezet gebied en liet het onder militair bestuur vallen. Palestijnen die in de Gazastrook of in Egypte woonden, kregen een Palestijns paspoort. (Dit stopte in 1959 toen Gamal Abdel Nasser, de president van Egypte, de Palestijnse regering per decreet ophief.)
In de nacht van 28 augustus 1953 voerden Ariel Sharon en zijn militaire eenheid 101 een bloedbad uit op het vluchtelingenkamp Bureij, waarbij minstens 20 burgers werden gedood. Volgens VN -functionarissen gooiden de Israëli's bommen door de ramen van hutten terwijl Palestijnse vluchtelingen sliepen en zij schoten op degenen die probeerden te vluchten. Het incident werd beschreven als een "verschrikkelijke zaak van opzettelijke massamoord" door de VN Mixed Armistice Commission, die werd opgezet om de wapenstilstand van 1948 te controleren.

### Zesdaagse Oorlog 1967
In de Zesdaagse Oorlog van 1967 werd de Gazastrook door Israël op Egypte veroverd en bezet. Het gebied werd niet geannexeerd. Wel dwong men 45.000 Gazaanse Palestijnen naar Egypte te vertrekken, tijdens of direct na de oorlog. Wie probeerde terug te keren betaalde daarvoor met zijn leven. Israël moedigde ook aan naar Jordanië te vertrekken en zorgde voor vervoer daarvoor. In 1968 maakte dit buurland hier een einde aan.
Israëlisch-joodse kolonisten stichtten onder bescherming van het Israëlisch defensieleger in totaal 21 nederzettingen. In 2005 ontruimde Israël deze nederzettingen in de Gazastrook.

### Eerste Intifada
De Eerste Intifada begon eind 1987 in de Gazastrook. Op 9 december botste een vrachtwagen van het Israëlische leger bij het Jabalia-vluchtelingenkamp op een Palestijnse personenauto, met de dood van de vier inzittenden ten gevolge. Hierna kwam het tot een demonstratie, die uitliep op een volksprotest dat oversloeg naar de rest van de Palestijnse gebieden.

### Palestijns zelfbestuur
Het Palestijnse zelfbestuur over het grootste deel van de Gazastrook begon in 1993, na de Israëlisch-Palestijnse akkoorden die bekend staan als de Oslo-akkoorden.

### Tweede Intifada
Na het instorten van het vredesprocess in de nasleep van de Camp David-akkoorden liep het geweld op tussen Israël en de Palestijnse bevolking. Toen Ariel Sharon op 20 november 2000 ter provocatie de Al-Aqsamoskee, een omstreden deel van Jerusalem, betrad, riep dat hevig protest op bij de Palestijnen. Toen de dag daarop weer onrust uitbrak, schoten Israëlische troepen met scherp op de demonstranten en er vielen vijf doden. Deze gebeurtenissen zouden aanzet zijn tot de Tweede Intifada die zou duren tot 2005.
Het begin van een zeehaven werd tijdens de Tweede Intifada in 2001 door Israël verwoest. Nederland, Frankrijk en de EU werkten samen aan dat project. Israël vernietigde hetgeen reeds gebouwd was, omdat vanaf het bouwterrein mortieraanvallen op Israël zouden zijn gedaan. Deskundigen ter plaatse betwijfelden desgevraagd de juistheid van dit argument.
In 2005 was het aantal Israëlische kolonisten in de Gazastrook gegroeid tot 8000; voor de bevolkingsaantallen in de regio waren zij van weinig betekenis, maar de nederzettingen waren wel gevestigd op een relatief groot deel van het grondgebied: de 8000 kolonisten hadden 15% van de oppervlakte van de Gazastrook in gebruik. De wegen naar deze nederzettingen werden door het Israëlische leger gecontroleerd.

### Ontruiming nederzettingen
Op 4 februari 2004, tijdens de Tweede Intifada, verklaarde de Israëlische minister-president, Ariel Sharon, vijftien nederzettingen die niet pal tegen de Israëlische grens aan lagen te willen ontruimen in het kader van een ontruimingsplan (disengagement plan). Dit plan, overeengekomen met de Amerikaanse president, George W. Bush, bestond eruit dat in plaats van de ontruimde nederzettingen in de Gazastrook een viertal Israëlische nederzettingen op de Westelijke Jordaanoever gebouwd zouden worden, als ook uitbreiding van de grotere nederzettingen op de Westelijke Jordaanoever én de verdere bouw van de omstreden Israëlische Westoeverbarrière, veiligheidsmuur (Israëlische benaming) of apartheidsmuur (Palestijnse benaming), op de Westelijke Jordaanoever.
Een ruime meerderheid van de Israëlische bevolking was volgens peilingen voor ontruiming van de nederzettingen. Een raadgevend referendum van de Likoed wees op 2 mei 2004 het voorstel af, maar de regering-Sharon zette de plannen door. Aan de kolonisten in de Gazastrook werden grote schadevergoedingen beloofd. Aanvankelijk waren de protestacties tegen de ontruiming aanzienlijk. De Israëlische regering probeerde van meet af aan het aantal extremistisch-religieuze sympathisanten te verminderen. Zo werd bijvoorbeeld een 50.000 man sterke 'Mars op de Gazastrook' verboden. In augustus 2005 waren de inwoners en sympathisanten uit alle nederzettingen in de Gazastrook verwijderd. In september 2005 droeg Israël het bestuur over de Gazastrook over aan de Palestijnse Autoriteit, hoewel het Israëlische leger nog wel beperkt aanwezig bleef. Voor Israëlische burgers sloot Israël de toegang tot de Gazastrook af.
Op 12 september 2005 was de terugtrekking van het grondgebied compleet. Het luchtruim en de kustwateren bleef Israël controleren. Aanvankelijk braken feestvierende Palestijnen de grens met Egypte door, maar die werd later gerepareerd en Egypte vergrendelde de grensovergang. Tijdens een "overwinningsparade" van Hamas kwamen negentien mensen om het leven en raakten er tweehonderd gewond, toen explosieven in een vrachtwagen van Hamas ontploften. De Palestijnse Autoriteit reageerde met een politieke aanval op Hamas wegens het nodeloos in gevaar brengen van burgers.
Na de dood van Yasser Arafat in 2004 werd er door de internationale gemeenschap, de VS en Israël op kop, sterk aangedrongen op democratische verkiezingen.

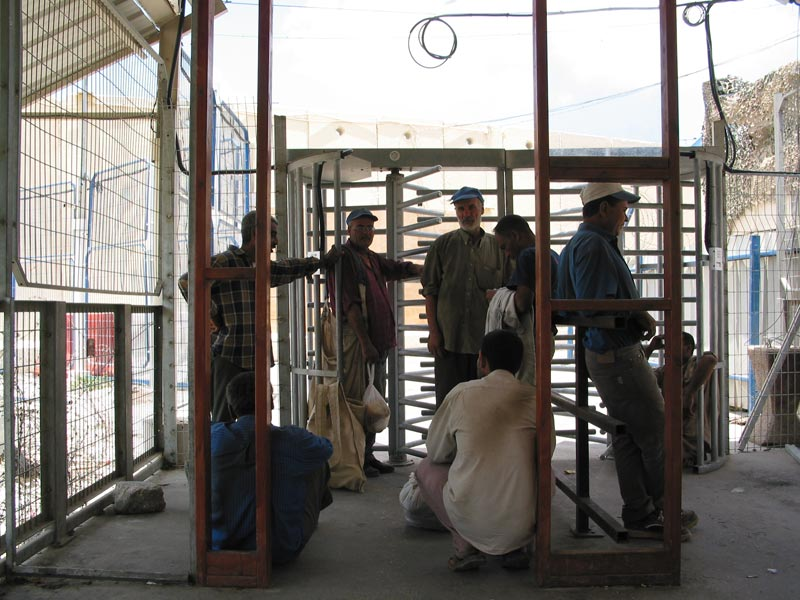
Palestijnen wachten voor de grensovergang met Israël, juli 2005

 In 2006 won Hamas de verkiezingen van Fatah, maar de gekozen bestuurders werden op het allerlaatste moment door Israëlische militairen gedeporteerd. Twee burgers uit Gaza werden door het Israëlische leger ontvoerd, waarop de Palestijnen op 25 juni 2006 twee Israëlische soldaten doodden, er een gevangen namen (korporaal Gilad Shalit) en een uitruil voorstelden voor de ongeveer 10.000 Palestijnse gevangenen in Israëlische gevangenissen.
Hierna startte Israël Operation Summer Rains om de korporaal te bevrijden. Bruggen en regeringsgebouwen werden vanuit de lucht aangevallen en de elektriciteitscentrale (dus ook de waterzuiveringsinstallatie) werd lamgelegd. Tientallen parlementariërs en ministers van Hamas werden gearresteerd en opgesloten. Dag en nacht vlogen vliegtuigen van het Israëlisch defensieleger (IDF) laag over het gebied. De Gazastrook ging op slot. Het daaropvolgende bestand hield stand tot november 2006, toen Israël een bloedbad aanrichtte in Beit Hanoun (vijftien doden, tweehonderd gewonden).
Op 12 juni 2007 ging de Karni-grenspost, de poort voor import en export van goederen bij Rafah, dicht.

### Machtsgreep Hamas

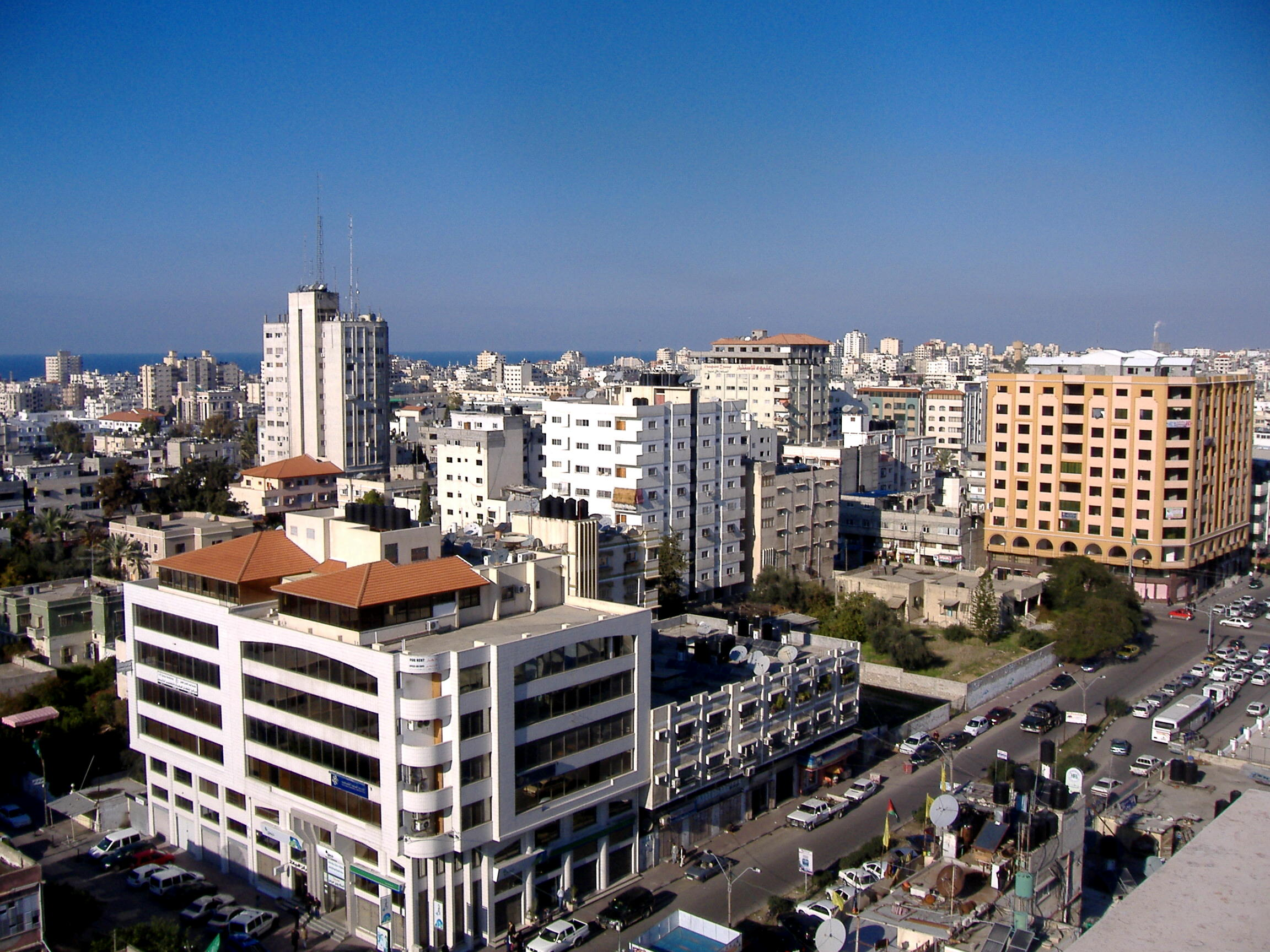
Gaza-Stad in 2007

Hamas won in 2006 de verkiezingen van de seculiere partij Fatah. Ze greep in 2007, na een korte, heftige, Palestijnse Burgeroorlog met geweld de controle over Gaza, dat toen nog onder bestuur van de Palestijnse Autoriteit viel. De machtsgreep werd gepleegd door de militaire tak van Hamas, de Al-Qassam Brigades. Hamas verklaarde Gaza "bevrijd" en woordvoerders van Hamas bevestigden dat de Al-Qassam Brigades na de bezetting ook een aantal commandanten van Fatah zonder enige vorm van proces hadden geëxecuteerd. Veel aanhangers van Fatah vluchtten naar Egypte en de Westelijke Jordaanoever. Sinds 2006 hebben er in Gaza geen verkiezingen meer plaatsgevonden. Gaza heeft ook geen parlement.
Israël en Egypte gingen over tot een blokkade. Personen- en goederenverkeer werd beperkt en scherp gecontroleerd. Het luchtruim en de Middellandse Zee worden geblokkeerd door het Israëlisch defensieleger (IDF). Het 'Midden-Oostenkwartet' onderwierp sindsdien elke Hamas-regering aan een internationale boycot.

### Oorlog met Israël
In september 2007 verklaarde het Israëlische kabinet de Gazastrook tot een "vijandige entiteit" en verscherpte de sancties, onder andere ten aanzien van de levering van elektriciteit.

#### Economische blokkade

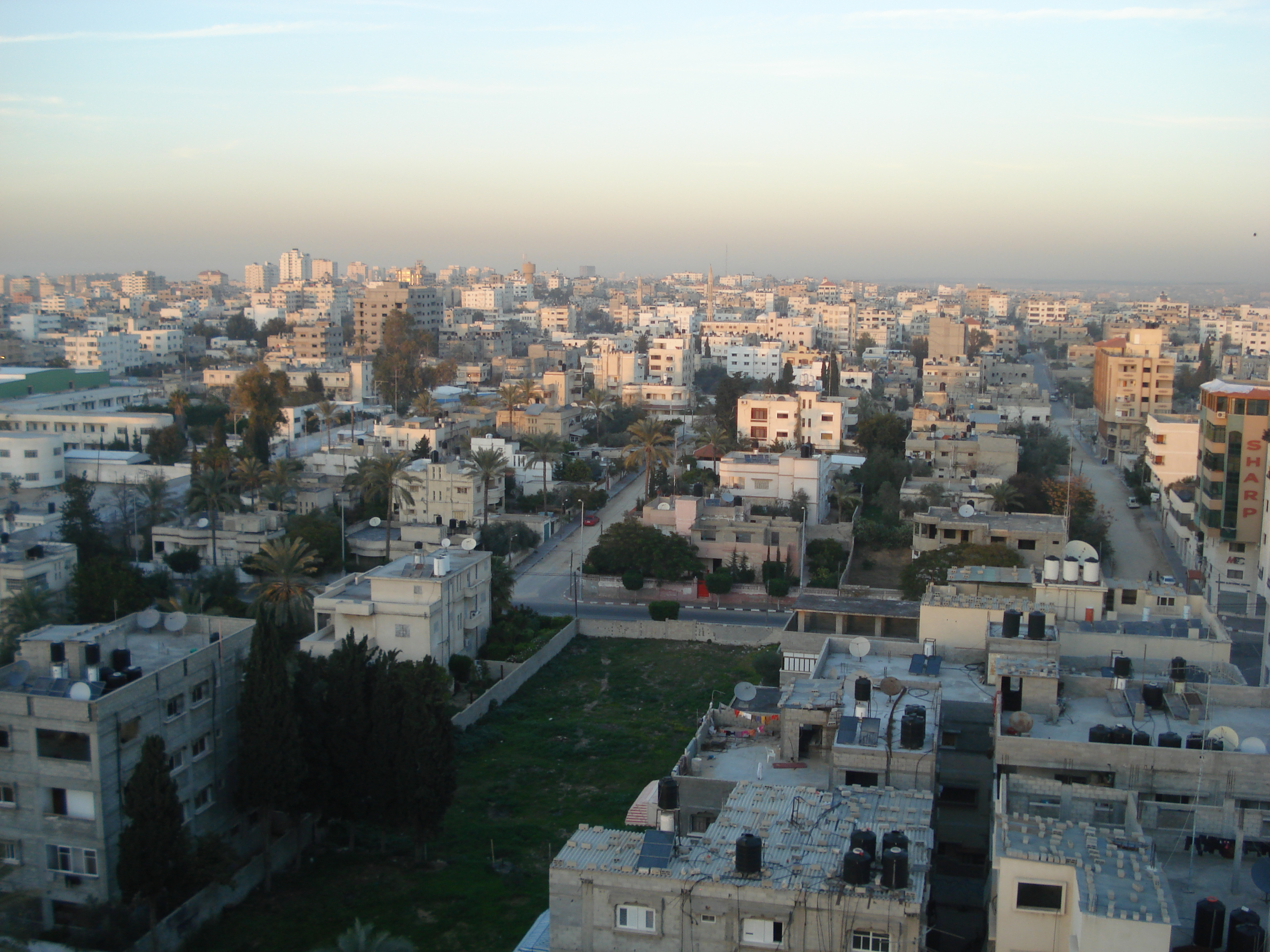
Gaza-Stad in 2009

Hoewel Israël zijn kolonisten had teruggetrokken uit de Gazastrook hield het de militaire controle en voerde regelmatig tegenaanvallen uit op Hamas-terroristen. Anderzijds zijn vanuit de Gazastrook tienduizenden Qassam-raketten op Israël afgevuurd, die voornamelijk rond Sderot terechtkwamen. Bij tegenaanvallen door Israël, begin 2008, werd onder meer het kantoor van premier Ismail Haniya bestookt en kwamen 120 Palestijnen om het leven, waarvan 25% kinderen. Volgens een rapport (1 maart 2008) van acht Britse mensenrechtenorganisaties was de situatie van 1,5 miljoen Palestijnen in de Gazastrook slechter dan ooit sinds het begin van de Israëlische bezetting in 1967, als gevolg van de vijandelijkheden tussen Israël en Hamas, de extreme restricties op het goederen- en personenverkeer door de Israëlische blokkade van het gebied en de ongecontroleerde raketaanvallen op Israël door Hamas.
In 2010 moest de Israëlische regering documenten vrijgeven na een juridische strijd met de Israëlische mensenrechtengroep Gisha. Deze hebben betrekking op een "dieet" waarop de Israëlische regering de Gazanen wilde zetten. Brandstof en bepaalde voedingsingrediënten werden gereduceerd op basis van berekeningen van de minimum behoefte van een individuele inwoner van de Gazastrook. De bevolking van de Gazastrook (een groot deel is onder de achttien) moest te weinig krijgen om van te leven, maar net te veel om te sterven (aldus Dov Weisglass, die later ontkende dit gezegd te hebben).

#### Militaire blokkade
Door de militaire blokkade door Israël beschouwen de VN de Gazastrook als door Israël bezet gebied; haar OCHA-bureau (Office for the Coordination of Humanitarian Affairs) geeft hiertoe recente informatie.
In de Oslo-akkoorden van 1993 is afgesproken dat Israël zich in de overgangsperiode naar een definitieve vredesregeling langzamerhand uit de Gazastrook zou terugtrekken, intussen nog wel de verantwoordelijkheid houdend voor de externe- en interne veiligheid en de openbare orde van de Israëlische nederzettingen en de Israëliërs.
Nadat de Israëlische troepen de Gazastrook in 2005 hadden verlaten, sloot Israël de strook militair af met een veiligheidshek met vier grensovergangen en beheerste bovendien het luchtruim en de zee vóór de Gazastrook. Israël gaf slechts in noodgevallen toestemming aan inwoners van de Gazastrook om de grens over te steken. Ook aanvoer van hulpmaterialen werd mondjesmaat toegestaan. Aan de zuidgrens grenst de strook aan Egypte, met twee grensovergangen. Ook Egypte heeft zijn grens afgesloten.
De zeeblokkade vanaf twintig zeemijl door de Israëlische marine was onderdeel van de totale militaire blokkade. In oktober 2006 werd dit teruggebracht tot zes zeemijl en in januari 2009 tot drie. De visserij vanuit Gaza is daardoor niet meer rendabel en 90% van de vissers is gestopt, mede vanwege de voortdurende intimidatie op zee. De blokkade is, met de enorme overbevolking van de Gazastrook, een belangrijke oorzaak van de humanitaire crisis waarvoor reeds jaren door diverse hulporganisaties is gewaarschuwd.

#### Einde van het bestand

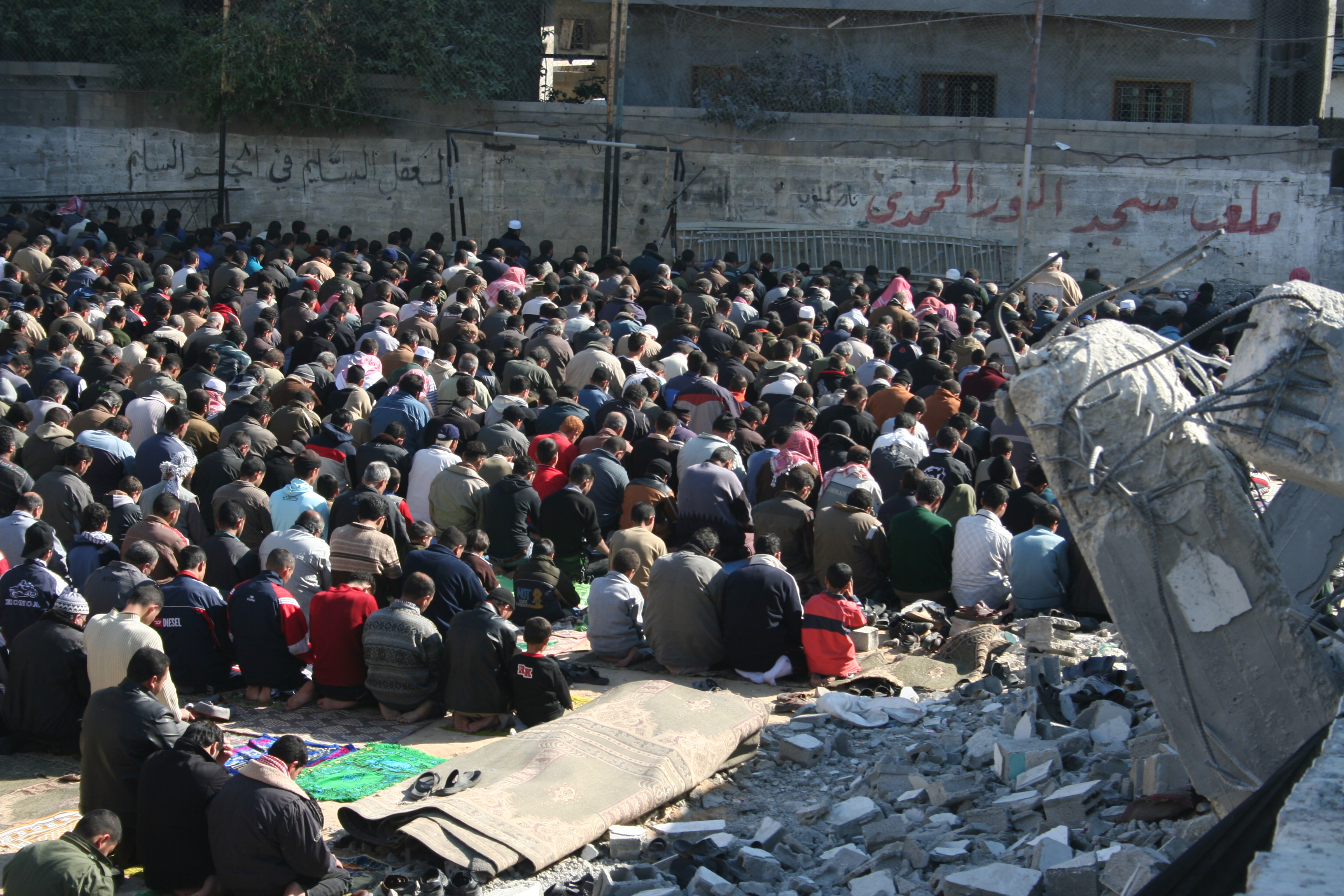
Moskeegangers biddend in verzet, januari 2009

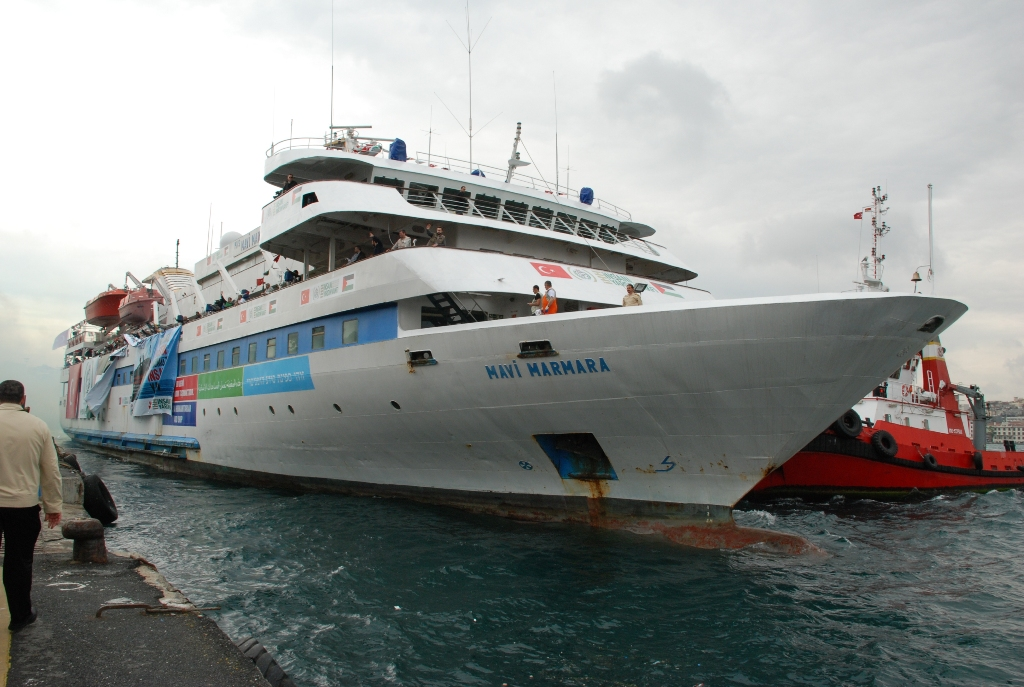
Mavi Marmara verlaat de haven in Turkije, 22 mei 2010

In december 2008 liep een staakt-het-vuren tussen Hamas en Israël af. Hamas hervatte de raketbeschietingen, waarop Israël de 'Operatie Gegoten Lood' (Operation Cast Lead) uitvoerde. Hierbij kwamen ruim 1300 mensen om het leven en werden grote verwoestingen aangericht. De militaire- en civiele infrastructuur in de hele Gazastrook werd beschadigd. Gaza heeft zich daar sindsdien niet meer goed van kunnen herstellen, door de economische blokkade en latere grote Israëlische offensieven tegen Gaza.
In 2009 is Egypte begonnen met de aanleg van een muur tussen Egypte en de Gazastrook, die twintig tot dertig meter de grond in ging. Egypte wilde hiermee de smokkel via tunnels onmogelijk maken. Tunnels die door Egypte werden ontdekt, werden vernietigd of met gas gevuld, waardoor meerdere smokkelaars om het leven kwamen.
In 2010 wilde de Gaza Freedom Flotilla onder leiding van het Turkse actieschip 'Mavi Marmara' de zeeblokkade doorbreken en hulpgoederen naar de Gazastrook brengen. Op dit schip bevond zich ook de 87-jarige Katholieke aartsbisschop en prelaat van Jeruzalem, Hilario Capucci. Het schip werd in internationale wateren met geweld geënterd door de Israëlische marine. Bij deze actie werden negen Turkse opvarenden gedood. Aartsbisschop Capucci werd daarbij gewond en door Israël aan Jordanië overgedragen. Er bevonden zich ook Spaanse activisten aan boord.
In november 2015 werd de Israëlische premier Benjamin Netanyahu en zes andere officials door het Spaanse Hooggerechtshof in Madrid schuldig bevonden aan misdaden tegen de menselijkheid voor hun rol met betrekking tot de bloedige aanval op het voor Gaza bestemde hulpgoederenschip Mavi Mara. Het Hof vaardigde een arrestatiebevel voor hen uit.
In november 2012 voerde het Israëlische leger de militaire operatie 'Operatie Wolkkolom' uit in de Gazastrook. Tijdens deze operatie werden ruim 160 Palestijnen gedood en ongeveer 1000 gewond.

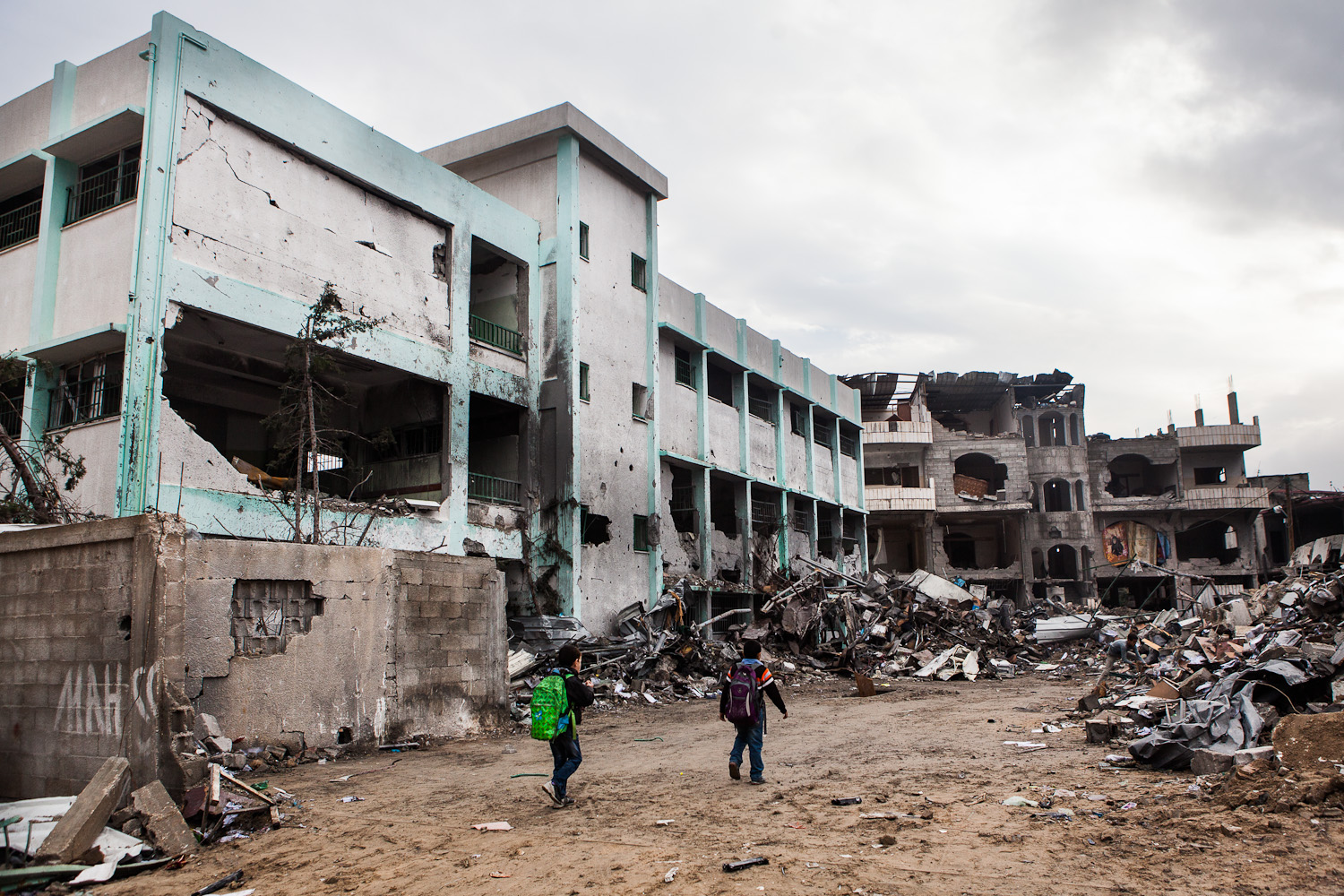
Verwoeste UN-school en resten van het ministerie van Binnenlandse Zaken in Gazastad, 5 december 2012

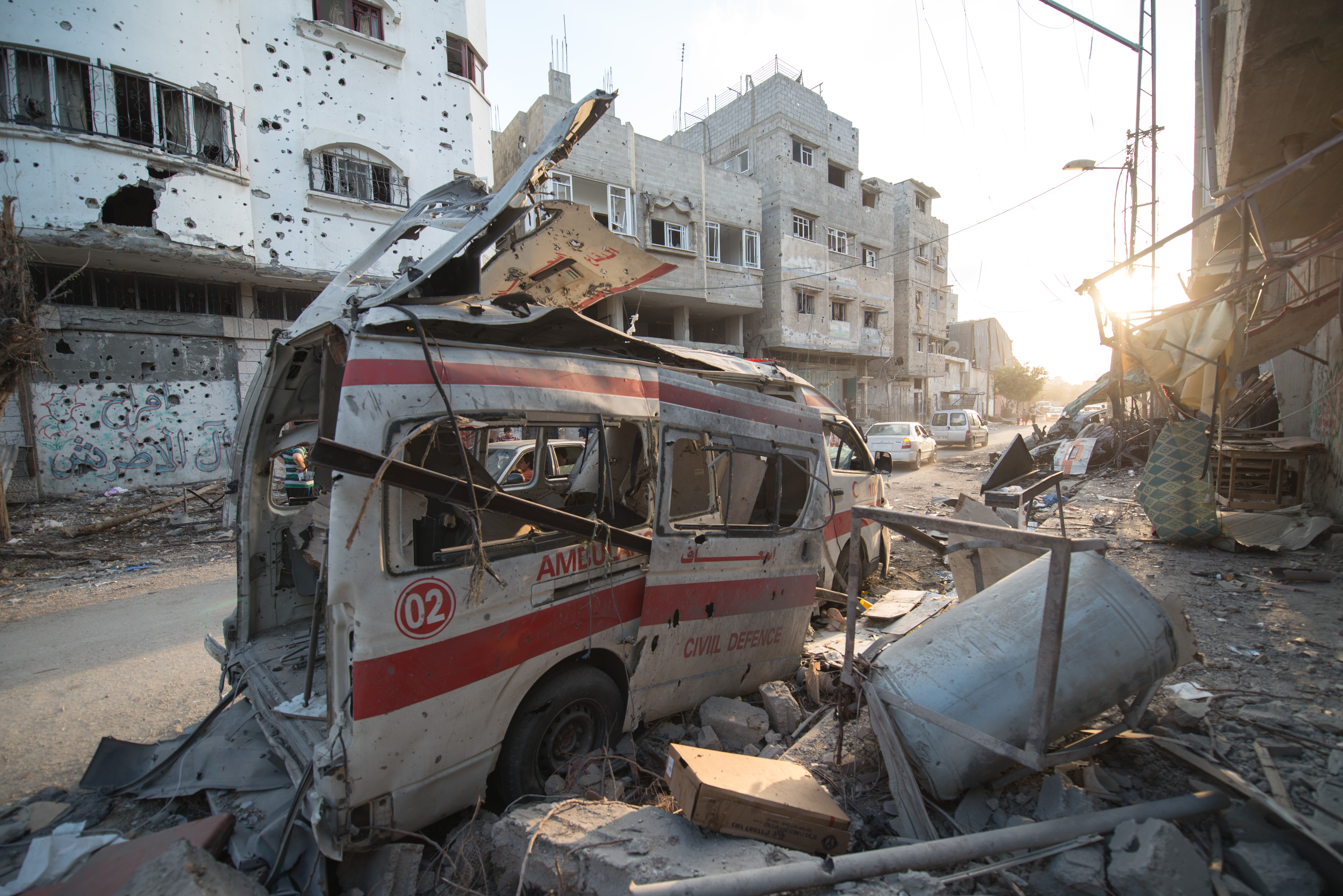
Vernietigde ambulance in Shuja'iya, 6 augustus 2014

In juni 2014 startte Israël een operatie met de naam 'Operation Protective Edge'. Het militaire doel was Hamas-tunnels op te blazen, waarvan er ten minste veertien onder de Israëlische grens doorliepen. Op 1 augustus werd de stad Rafah vier dagen lang zwaar gebombardeerd, waardoor honderden huizen, gebouwen, een hospitaal en een VN-school werden verwoest of beschadigd. Tussen de 135 en 200 burgers werden gedood, en velen verwond. Volgens Amnesty International zou sprake zijn van een oorlogsmisdaad.
Tussen 8 juli en 26 augustus 2014 werden volgens het Israëlische leger locaties vernietigd waar raketten geproduceerd, gelanceerd of opgeslagen werden. De hevigst getroffen plaats daarbij was Shuja'iya, bij Gaza-Stad. Na het conflict van 2014 werd een wapenstilstand afgesproken. De infrastructuur en de economie in de Gazastrook waren door de oorlog getroffen en de militaire blokkade door Israël bemoeilijkte de wederopbouw.
Egypte brak in 2015 drieduizend huizen aan de Egyptische kant van de grens af om een bufferzone te creëren. Om de smokkel via de tunnels tegen te gaan blies Egypte tunnels met dynamiet op en liet gifgas en rioolwater in de tunnels stromen. In 2017 kondigde Egypte aan de bufferzone uit te breiden van 1000 naar 1500 meter. Hiervoor zouden nog eens 1200 huizen moeten worden afgebroken.
Begin mei 2016 werd melding gemaakt van Israëlische jachtvliegtuigen boven Gaza, in de buurt van Gaza-Stad en Rafah, waardoor honderden mensen weer uit hun huizen vluchtten.

#### Gevolgen van de blokkade
Volgens een rapport van de Wereldbank van september 2018 was de economie van Gaza "aan het instorten" door de elf jaar durende blokkade. Andere factoren waren het korten op donorbijdragen van zowel de Palestijnse Autoriteit (30 miljoen dollar per maand), als de Verenigde Staten die kortte op het eigen hulpprogramma en op hun bijdrage aan de UNRWA. De economie was "in een vrije val geraakt" met een krimp van 6% in het eerste kwartaal van 2018. De werkloosheid onder volwassenen was nu ruim 50% en de jeugdwerkloosheid 70% (onder meisjes 78%). De Wereldbank deed 1) een beroep op Israël het vervoer van goederen en mensen voldoende te verruimen en handelsrestricties op te heffen teneinde de Gazaanse economie te helpen verbeteren; en 2) op de Palestijnse Autoriteit om instituties op te zetten die de Gazastrook op "een transparante en efficiënte manier" besturen en prioriteit te geven aan een politiek van economische ontwikkeling.
De Gaza-strook is met 6000 inwoners per vierkante kilometer zwaar overbevolkt en de ziekenhuizen en medische centra kampen met grote tekorten aan medicijnen en medische hulpmiddelen. Zij leden onder elektriciteitstekorten ten gevolge van het tekort aan brandstof. Ook de drinkwatervoorziening was nog steeds niet hersteld; (hulp)materialen werden door de blokkade nauwelijks toegelaten. Het grondwater was zeer vervuild, en sanitaire voorzieningen waren ondeugdelijk en slechts 4% van het water was geschikt voor consumptie. Vanwege deze uitzichtloze situatie nam de psychische nood toe, terwijl er een groot tekort was aan psychologisch geschoold personeel. Eind december 2017 bracht de WHO een speciaal rapport uit over de onhoudbare situatie in de Gazastrook.

#### Verslechterende humanitaire situatie
Medio maart 2019 hielden inwoners van de Gazastrook demonstraties tegen het bestuur door Hamas, "Marsen van de hongerigen", tegen prijsverhogingen en de slechte leefomstandigheden. Hamas reageerde meteen hardhandig. Tientallen betogers werden afgetuigd, honderden opgepakt. Palestijnse mensenrechtenorganisaties uitten zware kritiek op Hamas. Netanyahu kwam ervoor terug uit de VS en beloofde "een krachtige reactie". Deze kwam in de vorm van luchtaanvallen op Hamasdoelen, waarbij ook gewonden vielen. Het Israëlische Iron Dome-luchtafweersysteem hield enkele raketten tegen, andere raketten kwamen in het open veld terecht.

#### Protesten tegen de blokkade
Op 30 maart 2018, de jaarlijkse Palestijnse Dag van het Land (Yum al-Ard) begon een langdurige protestmars 'The Great March of Return' - 'Breaking the Siege' van duizenden inwoners van de Gazastrook langs de grens met Israël. Met dit protest eisten de Palestijnen hun 'recht op terugkeer', (Resolutie 194 Algemene Vergadering Verenigde Naties) naar de plaatsen in Israël vanwaar zij of hun ouders verdreven zijn. Het Israëlische leger had langs de grens soldaten en tanks opgesteld. Enkele dagen daarvoor had Nickolay Mladinov, Speciaal VN-coördinator voor het Midden-Oosten vredesproces, het Israëlisch defensieleger opgeroepen voorzichtig op te treden en geen kinderen te treffen.
Ter gelegenheid van deze 42ste landdag prees Hanan Ashrawi, Uitvoerend Comitélid van de Palestijnse Bevrijdingsorganisatie PLO, de moed en veerkracht van het Palestijnse volk tegenover Israël: "We blijven ons verbinden aan geweldloos volksactivisme en politiek, wettelijk en diplomatiek volharden in de strijd voor vrijheden, rechten en waardigheid."
De eerste confrontatie van de protestmars met het Israëlische leger resulterende in zeventien doden en meer dan 1400 gewonden. Koeweit wilde dat de VN een onafhankelijk onderzoek zou instellen naar dit geweld, maar dat werd door de VS tegengehouden met een veto.
Op 28 februari 2019 werd een (voorlopig) rapport gepubliceerd van een Onafhankelijke Onderzoekscommissie van de VN met bevindingen en conclusies ten aanzien van de Gaza-protesten in 2018, waarbij 183 Palestijnen, onder wie 35 kinderen, door Israëlische kogels werden gedood; 154 van hen waren ongewapend. Er waren ruim 9500 gewonden, van wie een groot aantal een amputatie moest ondergaan.
Premier Benjamin Netanyahu en Israëlische functionarissen verwierpen de bevindingen van de commissie en noemden ze "hypocrisie en leugens".

#### Raketaanvallen in 2019
Op 25 maart 2019 verwoestte een raket uit de Gazastrook een huis in het dorp Mismeret bij Tel Aviv. Er vielen zeven gewonden en er was schade aan omliggende huizen. In het weekend van 4 en 5 mei 2019 werden vanuit de Gazastrook 690 raketten op Israël afgevuurd, die vier Israëliërs doodden en 234 van hen verwondden. Op zijn beurt viel Israël 350 doelen van Hamas aan. In de Gazastrook vielen 23 doden en 44 gewonden. Onder andere werden woongebouwen en een moskee getroffen. Een Hamascommandant, Hamed Abdul Khoudary, werd door een raket gedood toen hij in zijn auto op weg was in de wijk Al-Tuffah van Gazastad. Khoudary zou volgens het Israëlische leger via zijn bedrijf sommen geld van Iran naar Hamas en Islamitische Jihad gesluisd hebben.
Er werd een staakt-het-vuren bereikt, hetgeen voor Benny Gantz reden was Netanyahu te verwijten voor geweld gecapituleerd te zijn.

#### Israëlisch-Palestijns conflict 2021
Begin mei 2021 brak het Israëlisch-Palestijns conflict van 2021 uit. Het "begon" met ongeregeldheden in Jeruzalem. De Israëlische politie had op het einde van de heilige maand Ramadan de Al-Aqsamoskee betreden en daar traangas- en schokgranaten afgevuurd. Zij dreigden vier families uit hun huizen te zetten ten voordele van Joodse kolonisten in de Jeruzalemse wijk Sheik Jarrah. Hamas wilde tonen dat zij het Palestijnse verzet aanvoerde en stelde Israël een ultimatum om zijn eenheden daar weg te halen (maandag 10 mei om 18 uur). Toen dat niet gebeurde, schoot het raketten richting Jeruzalem, waarop Israël reageerde.
Nadat op 20 mei 2021 onder bemiddeling van Egypte een wapenstilstand was bereikt tussen Israël en Hamas (en het kleine Islamitische Jihad), noemde Netanyahu de Israëlische militaire operatie (naam: Operatie Shomer HaChomot vert.: Bewaker van de Muren), waarin gedurende elf dagen Hamas-doelen in de Gazastrook werden gebombardeerd, een "buitengewoon succes": "We hebben al onze doelen bereikt." En: "We hebben meer dan 200 terroristen gedood", waaronder 25 leiders. Het was president Joe Biden van de VS die, na het recht van Israël om zich te verdedigen te hebben bevestigd, aangaf dat het nu genoeg was. Netanyahu had hem nog bedankt en tegengeworpen dat niet alle doelen bereikt waren. OCHA opt ((United Nations) Office for the Coordination of Humanitarian Affairs Occupied Palestinian Territories) noemt officieel 242 doden (138 m., 38 v., 66 ki (Bron:OCHA opt)), 1948 gewonden (940 m., 398 v., 610 ki. (Bron: Pal. ministerie van Gezondheid (OCHA opt))) en grote materiële schade. Onder de doden waren ten minste 129 burgers. Ten minste twaalf Gazanen vielen als slachtoffer van afzwaaiende Hamas-raketten.
OCHA opt rapporteerde verder dat 258 gebouwen geheel of gedeeltelijk waren verwoest door Israël, waarmee 1042 woningen, kantoren en winkels verloren waren gegaan. Daarnaast werden 15.305 woningen beschadigd, waarvan 769 onherstelbaar; 53 scholen, zes ziekenhuizen, elf klinieken en 74 overheidsgebouwen werden beschadigd, alsmede de elektriciteits- en watervoorziening. Ongeveer 800.000 van de 2 miljoen Gazanen hadden geen toegang meer tot leidingwater.
Vanuit de Gazastrook werden meer dan 4000 raketten afgevuurd, die twaalf doden (een militair, drie buitenlandse werknemers en acht Israëlische burgers), meer dan 700 gewonden en aanzienlijke schade veroorzaakten in het de Gazastrook omringende Israëlische gebied (bv. Asjkelon, Tel Aviv).
Bijzonder kenmerk van dit conflict waren de onlusten in steden in Israël zelf die Palestijns-Arabische wijken hebben, met name in Lod (Palestijns:Lydda). Beide partijen claimden de overwinning.

#### Oorlog Hamas-Israël

##### Aanval Hamas op Israël 2023

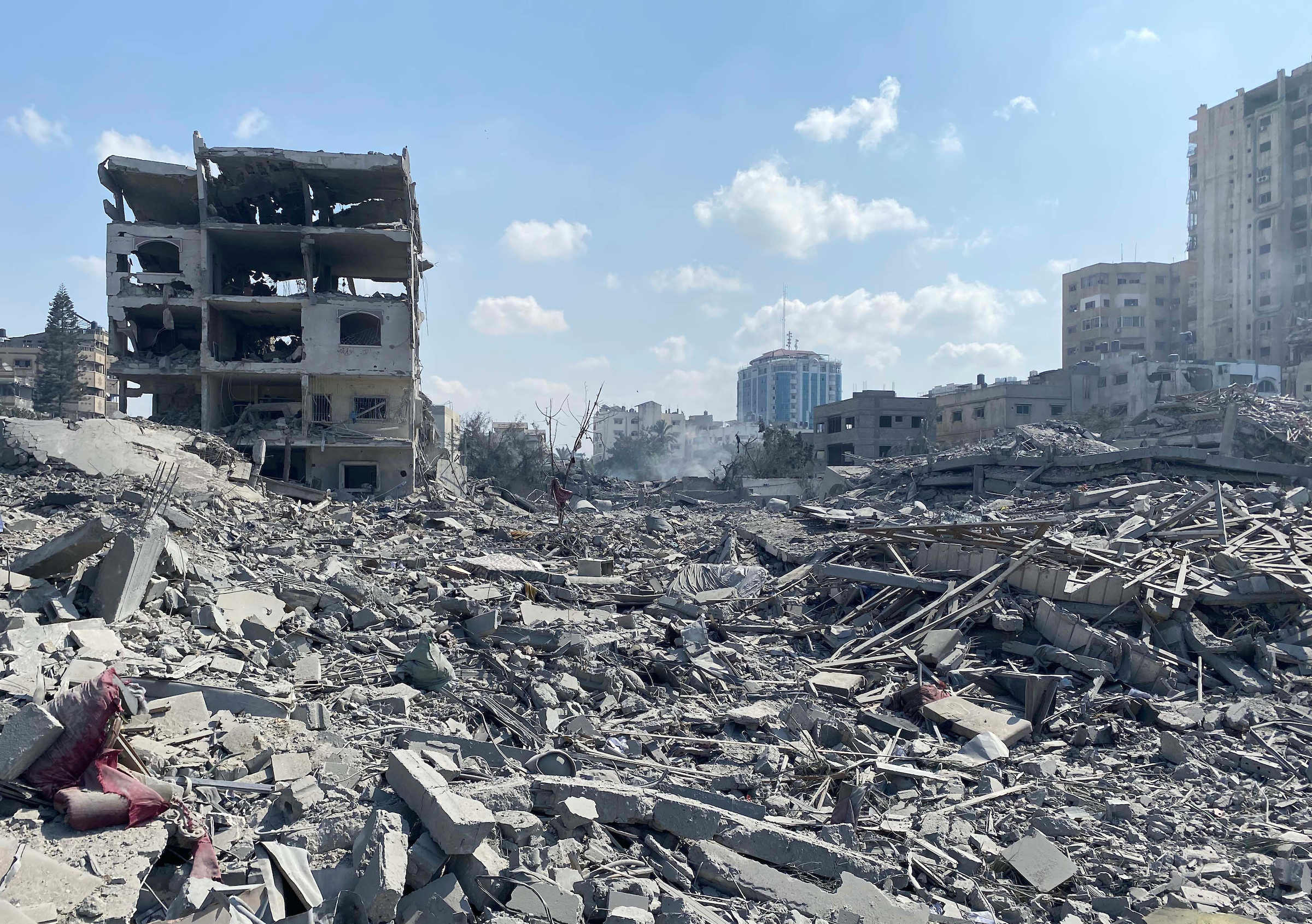
Het sterk verwoeste Gaza-Stad in 2023

Op de ochtend van 7 oktober 2023, de slotdag van het Joodse Loofhuttenfeest, overrompelde Hamas Israël vanuit de Gazastrook met een grootscheepse raketaanval, gevolgd door een invasie in het aangrenzende Israëlische gebied. Bij deze aanval werden 1200 Israëliërs vermoord en werden ongeveer 240 Israëliërs als gijzelaar naar Gaza ontvoerd. Hoewel bijna alle slachtoffers burgers waren, werden ook soldaten in Israëlische legerposten omgebracht. Onder de burgerslachtoffers waren bewoners van meer dan twintig kibboetsen en een paar honderd veelal jeugdige deelnemers aan een muziekfestival. In de daaropvolgende dagen werden de meeste binnengedrongen terroristen door de Israëlische strijdkrachten uitgeschakeld. Als reactie op de terreuraanval begon Israël in de Gazastrook de militaire operatie Iron Swords, die volgens de Israëlische premier Netanyahu erop gericht was om Hamas en haar infrastructuur uit te schakelen en de gijzelaars te bevrijden.
De Gazastrook werd van elektriciteit en water afgesloten, gevolgd door een algehele blokkade die de voedsel- en medische hulpmiddelen aanvoer lamlegde. Hamas wilde de gijzelaars alleen onder verregaande voorwaarden vrijlaten, waarop de Israëlische strijdkrachten een grondoperatie in het noorden van Gaza begonnen, nadat het de bevolking van Gaza had opgeroepen naar het zuiden te vertrekken. Egypte hield gedurende deze tijd de grens met Gaza gesloten. De internationale druk op Hamas en Israël werd opgevoerd, waarna in maart 2024 Hamas belangrijke eisen liet vallen.

##### Humanitaire ramp
Als gevolg van de oorlog en de daarop volgende blokkade ontstond een humanitaire ramp. De crisis betrof niet alleen hongersnood, maar ook een ineenstorting van de gezondheidszorg. 

##### Oorlogsmisdaden en genocide
In de Gazaoorlog werden tussen 7 oktober 2023 en 1 mei 2024 minstens 34.000 Gazanen gedood, waarvan zo'n 14.000 kinderen, en meer dan 78.000 verwond. Meer dan driekwart van de totale bevolking werd uit hun huizen verdreven, terwijl tot zo'n 70% van de woningen werd vernietigd. Het grootste deel van de civiele infrastructuur van Gaza werd vernietigd, inclusief ziekenhuizen, scholen en VN-faciliteiten. Alle ziekenhuizen en gezondheidscentra, het hele onderwijssysteem in Gaza, 80% van de scholen en alle universiteiten en de meeste religieuze en culturele instituten en het cultureel erfgoed werden geheel vernietigd of ernstig beschadigd.
Een wetenschappelijke studie van rechtsexperts, gepubliceerd in mei 2024, concludeert dat Israël genocidale handelingen in Gaza heeft uitgevoerd. Het concludeert dat tot 1 mei 2024 meer dan 5% van de Gazaanse bevolking is gedood, met meer dan 2% van alle kinderen gedood of gewond. Volgens het rapport werden er in de eerste 4 maanden van de oorlog meer kinderen gedood dan in alle conflicten in de hele wereld in de afgelopen 4 jaar bij elkaar. Een jaar later, in mei 2025, bevraagt NRC zeven wetenschappers, die allemaal stellen dat Israel in het eindstation van het genocidaal proces zit. In dat jaar is het conflict dan ook enorm geëscaleerd.
Het betreft hier een groep wetenschappers die een alternatieve interpretatie hanteren naast de juridische definitie van wat als genocide moet worden beschouwd. Zij betwisten de noodzaak van een rechterlijke uitspraak en hanteren zowel een juridische als een sociaalwetenschappelijke benadering. Volgens deze wetenschappers zouden niet de intentie, maar de mogelijke gevolgen als bepalend voor het begrip genocide moeten worden gezien.
Volgens deze wetenschappers is bijvoorbeeld het gebruik van kunstmatige intelligentie om mogelijke Hamas-militanten te lokaliseren aan de hand van telefoongegevens zo onzorgvuldig, dat het, wanneer het wordt toegepast in een luchtaanval, snel onschuldige slachtoffers kan maken. Daarom moet het naar hun mening als een vorm van genocide worden beschouwd.

##### Hamasleiders verscholen zich in ziekenhuizen
De Koerdische arts Dr Baxtiyar Baram die enige tijd voor de Noorse NORWAC Association als vrijwilliger werkzaam was in de Gazastrook bevestigde de Israëlische beschuldigingen dat de Hamasleiders zich verstoppen in ziekenhuizen, en burgers gebruiken als menselijk schild tegen het Israëlische leger. Dr. Baram zei dat hij ooggetuige was van Hamasleiders die schuilplaatsen namen in ziekenhuizen.

##### Manipulatie burger dodental Gaza
Onderzoekers beschuldigen het door Hamas geleide ministerie van Volksgezondheid van Gaza van het manipuleren  en overdrijven van slachtoffergegevens. De in Londen gevestigde onafhankelijke denktank de Henry Jackson Society (HJS) publiceerde 13 december 2024 een rapport waarin ze concludeerde dat 5% van de ondervraagde mediaorganisaties cijfers die door de Israëlische autoriteiten waren vrijgegeven citeerden, terwijl 98% sterftecijfers noemde die waren verstrekt door het door Hamas geleide ministerie van Volksgezondheid in Gaza, alsof het een volledig onafhankelijke, onbevooroordeelde bron was. Vanwege de politieke connecties van deze denktank wordt er door sommigen getwijfeld over de neutraliteit.
Zo zouden de inmiddels ‘44.000’ gedode Gazanen vrijwel uitsluitend vrouwen en kinderen zijn, de Hamas maakt geen onderscheid tussen gedode strijders, naar schatting 17000 (IDF bron) en burgers. 5000 Palestijnen die volgens de onderzoekers een natuurlijke dood zijn gestorven in het afgelopen jaar werden meegeteld als slachtoffer van de oorlog. De (HJS) onderzoekers stelden vast dat; “Het ministerie van Gezondheid, werkend onder Hamas, heeft systematisch het slachtofferaantal opgeblazen door geen verschil te maken tussen burgers en strijders, het over-rapporteren van gedode vrouwen en kinderen, en zelfs door personen mee te tellen die stierven voor het conflict begon,” “Dit heeft geleid tot een discours waarin de IDF wordt neergezet alsof het buitenproportioneel burgers tot doelwit maakt, terwijl de werkelijke cijfers juist suggereren dat een significant aantal van de doden strijders zijn.”   De Henry Jackson Society wordt o.a. door de Iraanse overheid beschouwd als een extreem-rechtse en islamofobische organisatie met nauwe banden met Israël
Een nieuwe studie die 9 januari 2025 in The Lancet werd gepubliceerd schat het dodental in Gaza veel hoger in dan de Palestijnse gezondheidsautoriteiten hebben aangegeven. De studie schat het dodental in de eerste negen maanden van de oorlog op 64.260 mensen, ongeveer 41 procent hoger dan de Palestijnse gezondheidsautoriteiten hebben gerapporteerd. De analyse maakte gebruik van gegevens van drie verschillende lijsten, de eerste verstrekt door het Hamas ministerie van Volksgezondheid van Gaza van de lichamen die in ziekenhuizen of mortuaria zijn geïdentificeerd. De tweede lijst was afkomstig van een online enquête gelanceerd door het Hamas ministerie van Volksgezondheid waarin Palestijnen de dood van familieleden meldden. De derde was afkomstig van overlijdensberichten die waren geplaatst op sociale mediaplatforms zoals X, Instagram, Facebook en Whatsapp, wanneer de identiteit van de overledene kon worden geverifieerd.
Op 7 mei 2025 heeft de VN Mensenrechtenorganisatie een rapport gepubliceerd waarin wordt vermeld dat het aantal overleden Palestijnen sinds het begin van de oorlog in 2023 is gestegen tot 52.535, met 118.491 gewonden, van wie 70 procent nog steeds vrouwen en kinderen zijn, zoals eerder in eerdere rapporten door de organisatie is beweert. Het OHCHR-rapport geeft geen informatie over de methodologie voor het registreren van slachtoffers, en in het rapport worden geen bronnen genoemd ter ondersteuning van deze cijfers.

## Demografie
Volgens het Palestijns Centraal Bureau voor de Statistiek (PCBS) had Gaza in 2023 ruim 2,2 miljoen inwoners, waaronder 1,48 miljoen door UNRWA geregistreerde Palestijnse vluchtelingen, die voor een belangrijk deel in een achttal tot steden uitgegroeide vluchtelingenkampen wonen. Het gebied heeft hiermee een gemiddelde bevolkingsdichtheid van meer dan 6.000 inwoners per vierkante kilometer.
Het aantal inwoners van de Gazastrook nam tijdens en na de Arabisch-Israëlische Oorlog van 1948 met 200.000 toe naar ongeveer 280.000 inwoners. In juli 2003 woonden er naar schatting 1,3 miljoen Palestijnen. Van hen waren 961.645 personen door UNRWA geregistreerd als vluchtelingen en nakomelingen van vluchtelingen in 1948. Zowel de vluchtelingen van 1948, als hun nakomelingen daarvan erven namelijk de status van vluchteling met alle door de VN in 1948 toegekende aanspraken. De grootste stad was Gaza, met ongeveer 400.000 inwoners en de bevolkingsdichtheid bedroeg meer dan 3500 inwoners per vierkante kilometer.

### Religie
Bijna de gehele bevolking (99 %) bestaat uit Soennitische moslims. Er is nog slechts een kleine minderheid (1 %) van niet-moslims, waarvan zo'n 2.000 christenen. Deze christenen hebben van oorsprong een Grieks-orthodoxe of Katholieke achtergrond. In de oudheid was er in Gaza een bloeiende christengemeenschap. De Grieks-orthodoxe Sint-Porphyruskerk is gebouwd rond 1150. In de jaren 2000-2006 verlieten veel christenen Gaza vanwege Israëlische militaire operaties. Na de machtsovername in 2007 door Hamas was het relatief rustig. Het aandeel van de christelijke gemeenschap in Gaza is hard gedaald. Eind 2017 waren er in Gaza nog 1000 christenen.
In de Oorlog in Gaza vanaf 2023 zijn per september 2024 door Israëlische bombardementen 206 scholen, 26 moskeeën en verschillende kerken vernield of verwoest. De Sint-Porphyruskerk is tijdens zo'n aanval zwaar beschadigd.

## Bestuur
De Gazastrook maakt deel uit van Palestina en staat politiek de jure onder bestuur van de Palestijnse Autoriteit, de facto echter onder het bestuur van Hamas. Na de verkiezingen van 2006 en de Palestijnse Burgeroorlog tussen Hamas en de Palestijnse Autoriteit, kwam in juni 2007 de religieuze partij Hamas aan de macht. Sindsdien wordt Gaza door Hamas bestuurd als een onafhankelijk gebied. Sinds 2006 hebben er in Palestina, zowel op de Westelijke Jordaanoever als in Gaza, geen algemene verkiezingen meer plaatsgevonden.

## Emigratie
Afgaande op een peiling die vlak voor de oorlog werd gehouden, en voordat een groot deel van Gaza werd verwoest, door het belangrijkste Palestijnse opiniepeilingsbureau, het Palestijnse Centrum voor Beleids- en Enquêteonderzoek PCPSR, bleek dat maar liefst 44% van de Gazaanse jongeren tussen de 18 en 29 jaar overwoog te emigreren. Bijna een derde (31%) van de gehele bevolking overwoog te emigreren.De "meest geprefereerde bestemming voor immigratie van Gazanen is Turkije, gevolgd door Duitsland, Canada, de Verenigde Staten en Qatar", zo bleek uit de peiling. Het grootste percentage zei om economische redenen te willen vertrekken; De tweede en derde reden zijn "politieke" of educatieve kansen. De vierde reden is veiligheid en de vijfde is corruptie. 
Een recente enquête, uitgevoerd door het Palestijnse Centrum voor Beleid en Enquêteonderzoek (PCPSR) en gepubliceerd in mei 2025, heeft aangetoond dat bijna de helft van de inwoners van Gaza aangeeft het gebied te willen verlaten indien zij de kans daartoe zouden krijgen. Uit de peiling, die plaatsvond van 1 tot 4 mei, bleek dat 49% van de inwoners van Gaza een verzoek zou indienen bij Israël voor ondersteuning bij emigratie naar het buitenland.

## Gouvernementen
Gaza is onderverdeeld in de volgende gouvernementen:
| Gouvernement  | Oppervlak (km²) | Aantal inwoners (eind 2007) | Aantal inwoners (mid-2021) |
| ------------- | --------------- | --------------------------- | -------------------------- |
| Noord-Gaza    | 61              | 270.000                     | 417.000                    |
| Gaza          | 74              | 497.000                     | 713.000                    |
| Deir el-Balah | 58              | 205.000                     | 303.000                    |
| Khan Yunis    | 108             | 271.000                     | 414.000                    |
| Rafah         | 64              | 174.000                     | 260.000                    |
| Totaal        | 365             | 1.417.000                   | 2.107.000                  |

## Water en energie

### Watertoevoer
Drie wadi's voeren van oost naar west regenwater af van Israël via de Gazastrook naar de Middellandse Zee. Hiervan is de Wadi Gaza, ook gespeld als Wadi Ghazzeh, veruit de grootste wadi. Meer stroomopwaarts wordt deze wadi Esh-Shallaleh genoemd. Normaal gesproken voert deze slechts eenmaal per jaar gedurende een dag of tien veel water aan. Israël houdt het water van de Wadi Gaza tegen door middel van een dam.

### Drinkwater
In Gaza zijn regenwater en de aquifer de enige natuurlijke bronnen voor de watervoorziening. De aquifer is een watervoerende aardlaag langs de kust van de Middellandse Zee die van oost naar west via Israël loopt. De extractie van water uit deze aquifer door Israël gaat ten koste van de watervoorziening van Gaza. Door de overbevolking en het ontbreken van andere natuurlijke waterbronnen werd langdurig – ook al vóór 1967 – te veel water opgepompt, met als gevolg dat de grondwaterspiegel flink is gedaald en zeewater vanuit de Middellandse Zee in de aquifer is gedrongen, met verzilting als gevolg. Daarbij komt dat door het gebrek aan een functionerend rioolwaterzuiveringssysteem het grondwater ernstig is vervuild. Al in 2009 was ongeveer 90-95% van het water vervuild en ongeschikt voor menselijke consumptie.
Voor drinkwater is de bevolking afhankelijk van ontzilt water en import van drinkwater. Al voor de Gaza-oorlog van 2014 was het waterleidingsysteem toe aan herstel en vernieuwing. Om het grondwater te beschermen zou het oppompen van water gestaakt moeten worden. De UNCTAD verwachtte in 2015 dat - als er niet wordt ingegrepen - de schade in 2020 onomkeerbaar zou zijn.
In de Gazaoorlog van 2023-2024 zijn de ontziltingsinstallaties en infrastructuur van watertransport en afvoer van rioolwater door Israël vernield tijdens bombardementen. Voor het uitbreken van de oorlog op 7 oktober 2023 was Israël voor 7 procent verantwoordelijk voor o.a. de drinkwatervoorziening van Gaza.

### Elektriciteit
Gaza Power Plant, de elektriciteitscentrale van Gaza, is herhaaldelijk door Israël gebombardeerd maar weer zo goed mogelijk hersteld. De energieproductie wordt beïnvloed door gebrek aan brandstof als gevolg van de blokkade, waardoor het steeds vaker voorkomt dat de centrale op halve kracht (60 van de 120 MW) of minder werkt. Uren van stroomuitval zijn hierdoor een regelmatig voorkomende last van soms twaalf of meer uur op een dag. Mede hierdoor is Gaza afhankelijk van de invoer van elektriciteit uit Israël (120 MW) en Egypte (30 MW).

## Economie

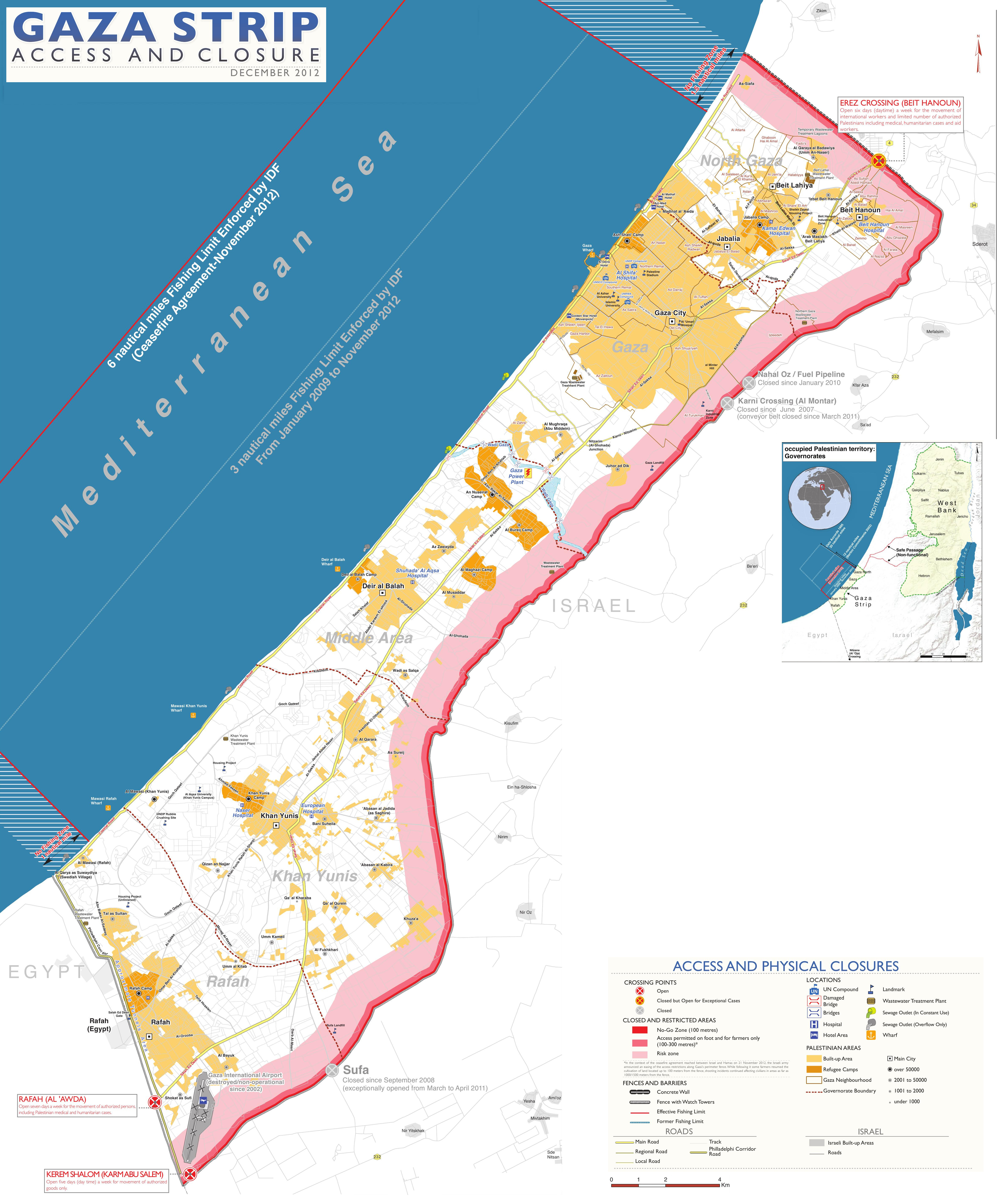
Zeeblokkade en afsluiting van de Gazastrook, december 2012

De Gazastrook is al decennia arm met een onderontwikkelde economie, een situatie die telkens slechter werd met elke nieuwe golf van geweld en de daarmee gepaard gaande verdere isolatie van de Gazastrook. Over het algemeen hadden armen wel toegang hebben tot allerlei basisvoorzieningen, maar behoorden de gezondheidszorg en overheidsdiensten tot de slechtste in het regio. Na de Oslo-akkoorden in 1994 beperkte Israël de bewegingen van de Palestijnen en hun goederen naar en van Israël steeds meer. Dit trof in het bijzonder de Gazanen. Begin jaren negentig kwam 40 procent van de arbeiders dagelijks Israël binnen voor werk, in 2000 was dit gedaald naar 15 procent.
De Gazaanse economie raakte ook ondermijnd door ruim 25 controleposten en wegversperringen in de periode 2000 tot 2002, gedurende de Tweede Intifada. De wegversperringen zorgden binnen Gaza voor economische schade door lange wachttijden, werknemers die moeite hadden hun werkplek te bereiken en had ook impact op de gezondheid van de bevolking. Een onderzoek in 2002 wees uit dat drie keer zoveel kinderen in Gaza (13%) ten opzichte van de Westelijke Jordaanoever (4%) leed aan acute ondervoeding ondervoeding.
De situaties verergerde toen Hamas in 2007 in Gaza aan de macht kwam. Het isolatiebeleid van Israël, met de verdere beperking van de bewegingsvrijheid, werd aangescherpt. Onder het Hamas-bewind leden de Gazanen nog meer onder de stijgende werkloosheid, hogere armoedecijfers en een sterke inkrimping van de particuliere sector, die voornamelijk afhankelijk was van de export. Het armoedecijfer steeg van 39% in 2011 naar 53% in 2017.
In 2015 bracht de UNCTAD een rapport uit over de leefsituatie van de Gazastrook in de breedste zin. Het waarschuwde dat de Gazastrook over vijf jaar onleefbaar zou zijn als er geen drastisch verbeteringen zouden komen. In 2022 was de werkloosheid gestegen naar 44 procent, terwijl 63 procent van de Gazanen in voedselonzekerheid leefde. Kort voor de Oorlog Hamas-Israël die in oktober 2023 uitbrak was 58% van de Gazanen afhankelijk van internationale hulp.
De tunneleconomie, het smokkelen van goederen via ondergrondse tunnels, werd sinds 2013 aan banden gelegd door Egypte, toen het de meeste tunnels tussen Egypte en de Gazastrook wist te vernietigen of onder water te zetten. In 2024 lekten Egyptische documenten uit, waaruit bleek dat in de periode 2013 tot 2015 ruim 2000 tunnels waren vernietigd.

### Landbouw
Ongeveer een derde van de voor landbouw geschikte grond ligt in de bufferzone langs de grens met Israël. Niet alleen werden er groenten verbouwd, maar ook olijf-, amandel- en citrusbomen.
In 2008 leefden in Gaza zo'n 13.000 families van agrarische activiteiten, het hoeden van vee of visserij. De Voedsel- en Landbouworganisatie van de Verenigde Naties (FAO) had een programma opgezet voor steun aan de Gazaanse boeren, met levering van zaad- en plantgoed, kunstmest, veevoer en vee. In de Gaza-oorlog van 2008/2009 leden de families bijna allemaal schade. Na de oorlog zou dit programma worden hervat.
Met het Multi-annual Strategic Plan for 2014-2017 trachtte Nederland de voorziening van voldoende veilig en voedzaam voedsel te bevorderen, zowel op de Westoever als in Gaza, en tegelijkertijd de Palestijnse boeren met hun producten een concurrerende positie op de nationale en internationale markten te geven. Onderdeel van het project was een Gaza Buffer Zone Project ten behoeve van de Bedoeïenen-gemeenschap in Umm an-Nasser, Noord-Gaza. Via dit project werden in Gaza onder andere moderne druppelirrigatie en sprinkler-systemen gefinancierd.
Een ander onderdeel van het meerjarenplan (en voorafgaande projecten) was de donatie van goederenscanners in 2013 en 2015 door Nederland op de Kerem Shalom grensovergang, waardoor de producten efficiënter kunnen worden geëxporteerd. Dit werd aanvankelijk door Israël niet toegestaan. Het werk werd stilgelegd en materialen in beslag genomen. Daar bovenop kwam de Gaza-oorlog van 2014.,p.4,35-36
Problematisch waren de beschietingen van boeren vanaf de grens door het Israëlische leger en het frequent vernielen van de akkers met bulldozers. Na de Gaza-oorlog van 2014 werd overeengekomen dat de Gazanen tot 100 meter van de grens gewassen mochten gaan verbouwen. Het leger sproeide echter twee keer per jaar met vliegtuigen hoog geconcentreerd landbouwgif in de bufferzone, waarbij tot ver buiten de zone oogsten werden vernietigd. Het sproeien met gif vond plaats langs de hele grens, van Beit Hanoun in het noorden tot Khan Younis in het zuiden. Israël zegt dat handhaven van een no-go-zone dient om aanvallen vanuit Gaza te voorkomen.
De systematische vergiftiging van landbouwgebieden in Gaza met herbiciden en de grootschalige vernietiging van agrarisch land en infrastructuur in de Gaza-oorlog van 2023-2024 door het Israëlische leger is door het onderzoeksinstituut Forensic Architecture beschreven als een ecocide.

### Visserij
De visserij wordt belemmerd door de zeeblokkade. De visserij-zone voor Palestijnse vissers is door Israël meermalen gewijzigd en van 20 zeemijl (1994 Oslo-akkoorden) teruggebracht tot 15, en vervolgens tot 6 (2019) of 3 zeemijlen uit de kust. Regelmatig worden vissers door de Israëlische marine opgebracht, omdat zij zich in een verboden zone bevinden. Een enkele keer valt daarbij een dode.

Het kustwater wordt regelmatig verontreinigd doordat, wegens elektriciteitstekort of andere redenen, ongezuiverd afvalwater in zee wordt geloosd. Door genoemde factoren is de werkgelegenheid in de visserij flink afgenomen.

## Media
In de Gazastrook zijn verschillende Palestijnse media actief, die veelal door Hamas gecontroleerd worden. Daarnaast zijn er ook een aantal onafhankelijke media organisaties. Buitenlandse media kunnen niet autonoom opereren in de Gazastrook en zijn veelal afhankelijk van lokale (Palestijnse) verslaggevers die namens hen opereren.

### Bedreiging van de persvrijheid

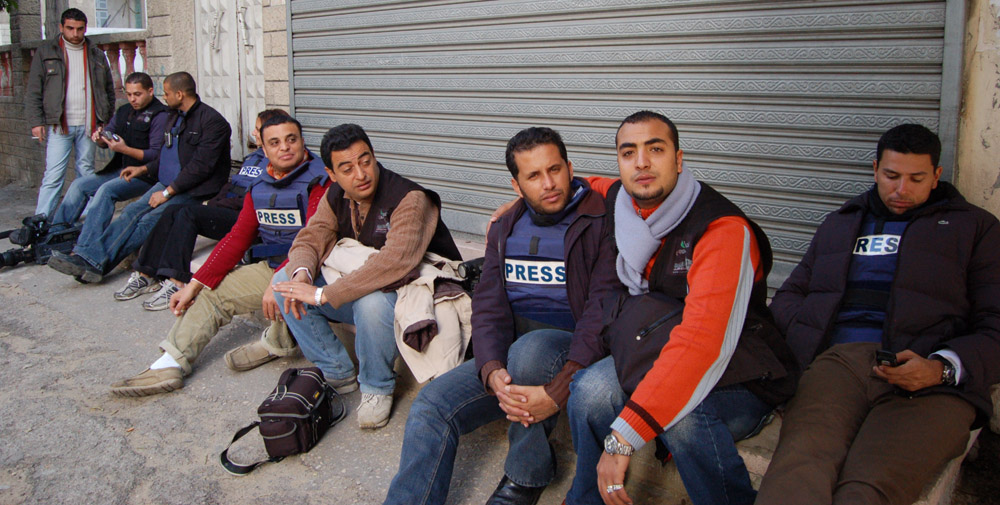
De Gaza-ploeg van Al Jazeera en andere journalisten (2008).

De persvrijheid in de Gazastrook staat sterk onder druk door het beleid van Hamas en door Israëlische militaire aanvallen. De organisatie Verslaggevers Zonder Grenzen (RSF) concludeerde in het jaarrapport van 2023 dat de Gazastrook "een bijzonder ongastvrij gebied is voor de persvrijheid". Het beschuldigde zowel de Palestijnse autoriteiten als het Israëlische leger van aanvallen op de pers. De organisatie stelde dat de politieke krachten in de Gazastrook vijandig staan tegenover persvrijheid. Hamas en de Islamitische Jihad zouden journalisten lastigvallen die ervan verdacht worden samen te werken met Israël.
Freedom House stelde in zijn jaarlijkse rapportage van 2023 dat de media in Gaza "niet vrij" zijn. De organisatie meldde in haar rapport dat journalisten en bloggers uit Gaza geconfronteerd worden met repressie door het "interne veiligheidsapparaat van de Hamas-regering en door Israëlische strijdkrachten". Freedom House constateerde dat de praktijken, die ook al beschreven werden door Human Rights Watch in 2018, waaronder arrestaties, ondervragingen, mishandeling en marteling van journalisten, onverminderd voorkomen. Amnesty International meldde dat ook de vrijheid van meningsuiting op sociale media wordt onderdrukt. In 2019 kwam een mensenrechtenrapport van het Department of State van de Verenigde Staten tot vergelijkbare conclusies als bovengenoemde organisaties. In 2021 verwoestte de Israëlische luchtmacht twee gebouwen waarin meer dan tien lokale en internationale media-organisaties gehuisvest waren, wat Israël op internationale kritiek kwam te staan.

### Oorlog Hamas-Israël
Tijdens de Gazaoorlog die in oktober 2023 uitbrak liet Israël geen buitenlandse journalisten toe in het gebied. De Committee to Protect Journalists (CPJ) noemde de oorlog het dodelijkste conflict voor journalisten dat de organisatie tot dan toe registreerde. Tot maart 2024 kwamen volgen CPJ en RSF rond de honderd journalisten om het leven, die vrijwel allemaal van Palestijnse afkomst waren, waarvan volgens Israël een aantal gelieerd waren aan Hamas en Islamitische Jihad. Volgens RSF werden minimaal 22 journalisten gedood tijdens of vanwege hun werk, waarvan de meesten duidelijk herkenbaar als journalist aan het werk waren. Anderen werden gedood door gerichte aanvallen op hun huizen. De organisatie diende naar aanleiding van het hoge aantal journalistieke slachtoffers in de Gazastrook in december 2023 een tweetal klachten in bij het Internationaal Strafhof in Den Haag wegens oorlogsmisdaden tegen journalisten, waarna het strafhof een onderzoek initieerde.

## Zee- en luchthaven

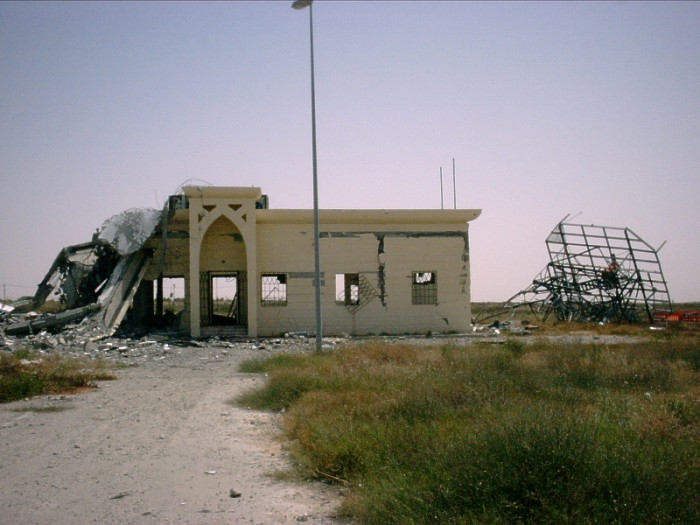
Verwoeste luchthaven van Gaza, mei 2002

In de Oslo-akkoorden van 1993 en 1995 werd vastgelegd dat de Palestijnse gebieden een zee- en luchthaven in bedrijf konden nemen. In 1998 werd de Yasser Arafat International Airport door de Amerikaanse president Bill Clinton geopend. In 2001 en 2002 werd deze luchthaven grotendeels door Israël verwoest tijdens de Tweede Intifada. In 1996 startte het Nederlandse bedrijf Ballast Nedam met de voorbereidingen voor de aanleg van een zeehaven maar tijdens de Tweede Intifada werd op 19 september 2001 ook de bouwplaats van de zeehaven door Israël verwoest. Van de heropbouw van de haven en het vliegveld is sindsdien niets gekomen vanwege de opeenvolgende conflicten met Israël.

## Grensovergangen
Er zijn twee grensovergangen tussen Gaza en Israël: Erez in het noorden van Gaza voor personenverkeer en bij het drielandenpunt in het uiterste zuiden van Gaza Kerem Shalom voor goederenverkeer. De Karni-grensovergang, in het verleden bestemd voor de doorvoer van goederen, werd in juni 2007 door Israël gesloten, de Sufa-grensovergang in september 2008 en de Nahal Oz-grensovergang voor de invoer van brandstof in januari 2010. Er is één grensovergang met Egypte bij Rafah. Sinds het begin van de Tweede Intifada in 2000 is het voor de Gazanen niet mogelijk om de exclave per vliegtuig of boot te verlaten. Zij zijn daarom aangewezen op de grensovergangen bij Erez en Rafah. Gaza wordt in internationale media ook wel aangeduid als "de grootste openluchtgevangenis ter wereld". Israëlische journalisten is het sinds 2006 verboden naar Gaza te reizen.

#### Erez grensovergang

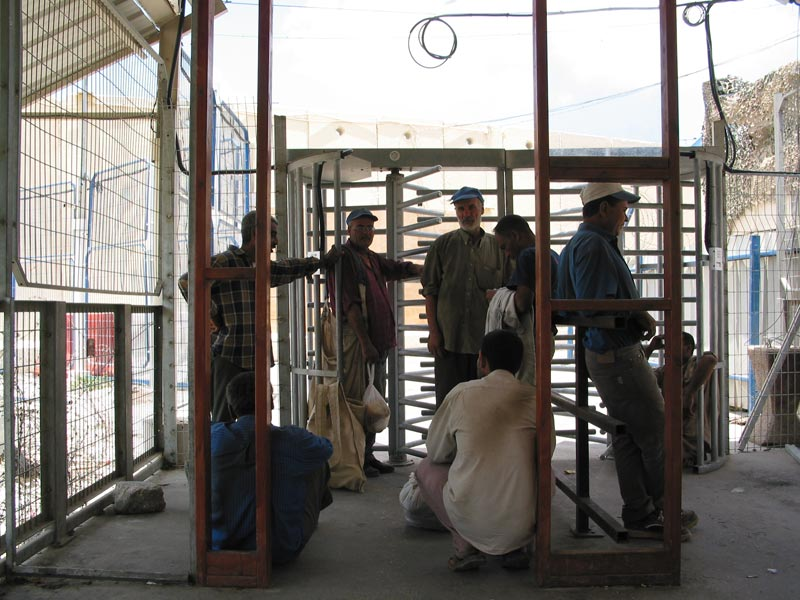
Voetgangerspoort bij de Erez crossing. Gazanen die een vergunning hebben voor arbeid in Israël dienen hier te passeren.

De Erez crossing werd in 2008 gesloten voor goederenverkeer en is sindsdien uitsluitend open voor personenverkeer. Voor personen is het de enige landverbinding tussen Gaza en Israël en de Westoever. Reizigers moeten vanaf of tot de grens door een 3 kilometer lange tunnel van gaas en prikkeldraad om de door Israël ingestelde bufferzone te overbruggen.
Tot de Tweede Intifada in 2000 passeerden maandelijks een half miljoen arbeiders de grens bij Erez om in Israël te werken. Na beperking van het aantal werkvergunningen bleef hier nog maar een fractie van over. Ook het overige personenverkeer naar Israël werd na 2000, voor Palestijnen, tot een minimum teruggebracht. In de praktijk werden slechts medische gevallen en handelaren doorgelaten. Houders van buitenlandse paspoorten mogen de grens wel passeren.
Begin mei 2016 kondigde Defensieminister Moshe Ya'alon, op persoonlijke titel en zonder een concrete datum te noemen, een mogelijke heropening voor goederenverkeer aan. Na zijn aftreden, drie weken later, is van het idee niets meer vernomen.

#### Kerem Shalom-grensovergang
De grensovergang Kerem Shalom, bedoeld voor goederenverkeer tussen Israël en Gaza, is na de terroristische aanval door Hamas op Israël van 07 oktober 2023 gesloten.

#### Rafah-grensovergang
Tot aan 2005, toen in Gaza nog 21 Israëlische nederzettingen aanwezig waren en ook de zuidgrens nog door Israël werd gecontroleerd, werd al nauwelijks verkeer tussen Egypte en Gaza toegestaan. Ook daarna hielden Egypte en Hamas het grensverkeer beperkt. Na de militaire staatsgreep van Abdul Fatah al-Sisi in 2013 werd de grens vrijwel geheel gesloten en nog maar sporadisch geopend.

#### Grensblokkades 2023-2024
Sinds 7 oktober 2023, aan het begin van de oorlog Hamas-Israël, werden alle grensovergangen door Israël gesloten en bleven onder controle van het Israëlische leger. De overgang bij Rafah tussen de Gazastrook en Egypte, die vóór 7 oktober 2023 diende voor dagelijkse humanitaire hulp aan Gaza werd nog sporadisch geopend. Een lange rij van honderden trucks met hulpgoederen staan sindsdien te wachten om toegelaten te worden. Hierdoor voltrok zich een humanitaire crisis in de Gazastrook. Diverse landen probeerden door middel van droppingen van voedsel- en medicijnpakketten de nood enigszins te verlichten, maar dat bleek slechts een druppel op een gloeiende plaat.